# Аякс (футбольный клуб, Амстердам)
Амстердамский футбольный клуб «Ая́кс» (нидерл. Amsterdamsche Football Club Ajax, нидерландское произношение: [ˈaːjɑks]) — нидерландский профессиональный футбольный клуб из Амстердама. Основан 18 марта 1900 года и назван в честь древнегреческого героя Аякса, участника Троянской войны. Домашний стадион клуба, «Йохан Кройф Арена», был открыт в 1996 году и является крупнейшим после Олимпийского футбольным стадионом в Нидерландах, вмещающим более 54 тысяч болельщиков.
«Аякс» — самый титулованный клуб страны, в сезоне 2021/22 выигравший в 36-й раз чемпионат Нидерландов. В 1971 году «Аякс» стал вторым нидерландским клубом после «Фейеноорда», выигравшим Кубок европейских чемпионов, победив в финале греческий «Панатинаикос» со счётом 2:0. В 1972 году клуб во второй раз подряд выиграл главный европейский клубный трофей, обыграв в финале итальянский «Интернационале» со счётом 2:0. В 1973 году амстердамцы в третий раз подряд стали обладателями Кубка европейских чемпионов, выиграв в финале у итальянского «Ювентуса» со счётом 1:0. «Аякс» стал вторым клубом в истории турнира после мадридского «Реала», кому удалось выиграть престижный трофей три раза подряд и получить право на постоянное хранение у себя Кубка европейских чемпионов. В 1995 году «Аякс» выиграл Лигу чемпионов, обыграв в финале итальянский «Милан».
Благодаря своим достижениям, «Аякс» занял 5 место в списке лучших футбольных клубов XX века по версии ФИФА, 2 место — по версии журнала kicker. Также IFFHS поставил «Аякс» на 7 место в рейтинге лучших европейских клубов XX века.
«Аякс» является одним из пяти обладателей так называемого футбольного «Большого шлема» — победителей Кубка и Лиги чемпионов, Кубка обладателей кубков и Кубка УЕФА. Кроме того, клуб является рекордсменом по количеству выигранных Кубков Нидерландов (20 побед).
Главный тренер команды — Джон Хейтинга. 

## История

### Предыстория (1893—1896)
История «Аякса» начинается в 1893 году, когда трое друзей студентов — Хан Даде, Карел Ресер и Флорис Стемпел решили основать собственную футбольную команду, которая получила название «Юнион» (нидерл. Union). Свои первые матчи команда проводила на окраине Амстердама в районе Ньивер-Амстел. У юных футболистов был даже настоящий кожаный мяч, владельцем которого был Хан Даде. Спустя несколько месяцев после основания клуб поменял название, получив имя «Footh-Ball Club Ajax» (дословно «Нога-Мяч Клуб Аякс»), содержавшее явную орфографическую ошибку. Изменилось также и место проведения матчей, отныне команда играла на лужайке Виллемспарка, в Южном Амстердаме. За пользование поля за шесть месяцев команда заплатила 15 гульденов.
В 90-е годы, в Амстердаме и на его окраинах, стало появляться слишком много футбольных команд, которые занимали значительную долю свободных земельных участков, поэтому власти города решили ввести более жёсткие требования к клубам, к тому же, на том месте где играл «Аякс» планировалось построить дома. После этого многие игроки разбежались по другим командам, и поэтому в 1896 году «Аякс» прекратил своё существование.

### Ранний период (1900—1915)
14 марта 1900 года двадцатитрёхлетний Флорис Стемпел выслал своим друзьям письмо, которое содержало приглашение на встречу в кафе «Ост-Индия» на улице Калверстрат 2. В воскресное утро 18 марта состоялось историческое заседание друзей Стемпела, на котором было решено создать новую команду под названием «Football Club Ajax» («Футбольный Клуб Аякс»), имя которой уже не содержало орфографических ошибок. Стемпел стал президентом клуба, а его друзья, Хан Даде и Карел Ресер, ставшие соучредителями, вошли в первое официальное правление клуба. Затем «Аякс» вступил в Футбольный союз Амстердама и арендовал поле для домашних игр на севере Амстердама в районе Бёйкслотерхам.

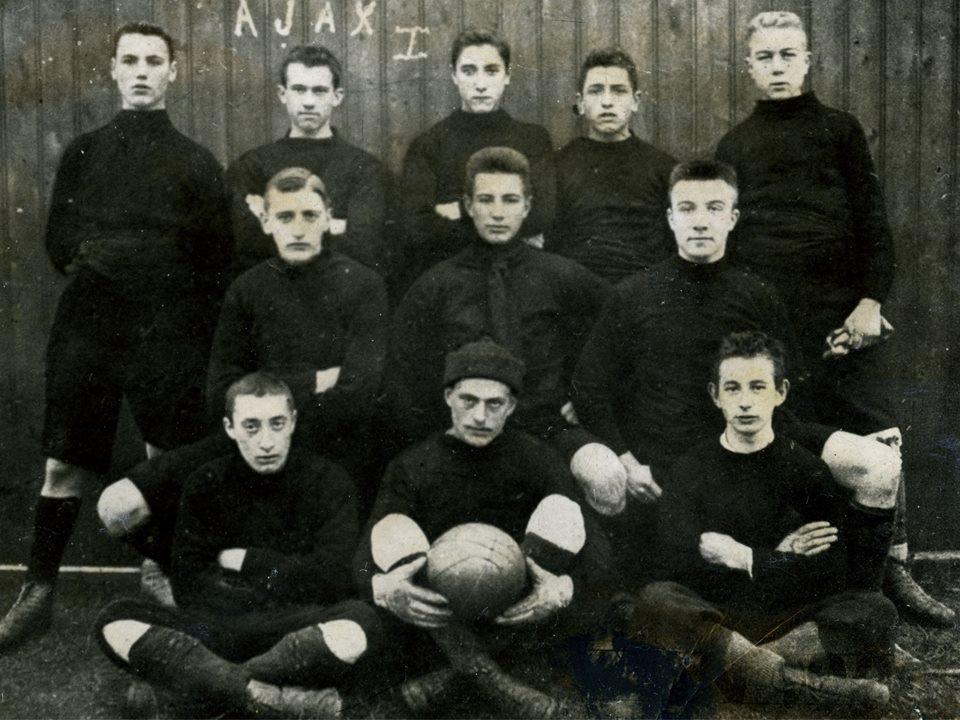
«Аякс» в сезоне 1900/01

29 сентября 1900 года футболисты «Аякса» провели первую игру в соревновании, проводимом под эгидой Футбольного союза Амстердама. Команда одержала победу над клубом ДОСБ, выиграв со счётом 2:1; в составе победителей голами отметились Хертел и Гейсслер. В первый состав «Аякса» вошли следующие футболисты: вратарь Кист, защитники Харборд и Дейкстра, полузащитники Брокман, Холст и Хертел, а также нападающие Пастёнинг, Сталлманн, Гейслер, Мартаре и Ван дер Лан.
«Аякс» завершил сезон на втором месте в своей лиге, где выступало всего четыре клуба. В первый же сезон команда принесла прибыль в размере 4 гульденов и 31,5 центов, об этом сообщили игроки «Аякса» Хертел и Гейсслер, которые были на тот момент казначеями клуба.
8 апреля 1901 года «Аякс» провёл первую в своей истории игру за пределами Амстердама, а именно в Харлеме. Игрокам впервые пришлось добираться до места игры на поезде. Соперником «Аякса» в товарищеском матче стала сборная Нидерландов, которая в итоге проиграла клубу из Амстердама со счётом 1:4. Со временем «Аякс» стал известен как хорошо организованный клуб, который всё больше привлекал к себе число зрителей, но место проведения домашних матчей было не слишком удобным для болельщиков, которым приходилось долго добираться до места проведения матча. У игроков команды тогда были хорошие условия, так как рядом с полем в районе Бёйкслотерхам была собственная раздевалка. В 1901 году команда переехала на новое поле в районе Ланвег.

Эмблема «Аякса» с 1900 по 1911 год

В 1902 году «Аякс» перешёл из амстердамской футбольной лиги в одну из региональных лиг западной Голландии, соревнования которой проходили под патронажем Нидерландской футбольной ассоциации. Но бросать участие в амстердамской футбольной лиге «Аякс» не стал и решил выступать в двух лигах сразу. И уже через сезон «Аякс» в амстердамской лиге достиг второго по значимости футбольного класса, но самой престижной на тот момент футбольной наградой в Амстердаме числился трофей под названием «Золотой Крест» (нидерл. Gouden Kruis). Соревнование за этот трофей проходил по системе выбывания, «Аякс» смог дойти до финала турнира в 1903 и 1904 году, но оба финала были проиграны.
В 1906 году «Аякс» вновь дошёл до финала турнира за трофей «Золотой крест», в финале «Аякс» встретился с клубом АФК и победил со счётом 4:3. «Золотой крест» стал первым завоёванным трофеем для «Аякса», хотя ещё в 1902 году команда получила награду за лучшую разницу забитых и пропущенных мячей в лиге.
После завоевания «Золотого креста» «Аякс» становился всё более организованным клубом, чьей целью было попадание в первый футбольный класс. В 1907 году команда вновь переехала на новое поле, которое располагалось на востоке Амстердама в районе Ватерграфсмер. В июле 1908 года клуб под названием «Холланд» был поглощён «Аяксом», во многом из-за того, что «Аякс» никак не мог перейти в первый футбольный класс. Многие игроки клуба «Холланд» после слияния команд стали игроками «Аякса». Руководство «Аякса» решило изменить название, вместо «Футбольный клуб „Аякс“», было решено переименовать клуб в «Амстердамский футбольный клуб „Аякс“» (нидерл. Amsterdamsche Football Club Ajax), сокращённо «АФК Аякс» (нидерл. AFC Ajax). Через шесть месяцев, 26 декабря 1908 года, «Аякс» впервые сыграл с иностранной командой, гостями в Амстердаме стала бельгийская команда «Даринг Брюссель», амстердамцы в той игре одержали первую международную победу со счётом 3:0.
В мае 1909 года «Аякс» завоевал свой второй «Золотой крест», обыграв в финале клуб «Блау-Вит». Но главной целью для клуба было по-прежнему попадание в первый футбольный класс. В марте 1910 года «Аякс» провёл целый ряд товарищеских матчей с английскими командами, серия игр была приурочена к 10-летию клуба. 25 марта в Амстердаме «Аякс» сыграл с командой «Вудфорд Альбион», гости одержали победу со счётом 0:1, а на следующий день амстердамцы сыграли вничью 1:1 с клубом «Раундэй». 28 марта «Аякс» провёл последнюю игру против британского клуба, «Университета Манчестера», команды уже встречались в апреле 1909 года и тогда были сильнее футболисты из Манчестера (0:1), но на этот раз в матче была зафиксирована ничья 0:0.
Но у «Аякса» по-прежнему не было собственного тренера, в то время как многие клубы Нидерландов, такие как «Спарта», ХВВ и ДФК уже имели собственного тренера. После совещания учредителей клуба было решено пригласить в «Аякс» иностранного тренера, а именно из Англии. Этим человеком стал ирландец Джон Кируэн, который ранее в качестве игрока выступал за английские клубы «Эвертон», «Тоттенхэм Хотспур» и «Челси», а также за национальную сборную Ирландии. Именно Кируэн 1 июля 1910 года стал первым тренером в истории «Аякса».

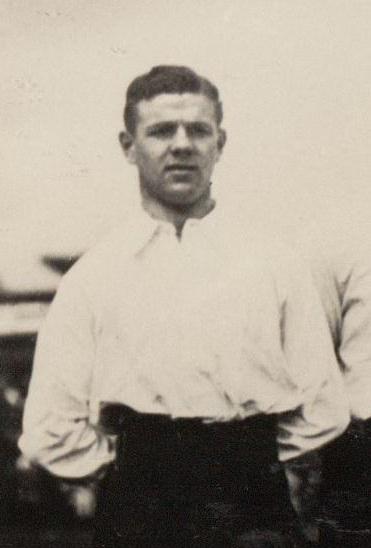
Герард Фортгенс

В 1911 году «Аякс» перебрался на два новых поля недалеко от района Мидденвег, где находилось их старое поле. Позже на месте двух полей был построен первый стадион «Аякса» с трибунами и раздевалкой для команды. Из-за того, что трибуны были сделаны из дерева, стадион получил название «Хет Хаутен», что в переводе с нидерландского означало «деревянный». Новый стадион смог вмещать 10 тысяч зрителей. После того как «Аякс» обрёл тренера и стадион, команда наконец заняла первое место во втором футбольном классе, несмотря на то, что команда выступала без своего ведущего защитника Герарда Фортгенса, который стал первым футболистом «Аякса», приглашённым в сборную Нидерландов. Фортгенс дебютировал за сборную 19 марта 1911 года в городе Антверпен в матче против сборной Бельгии, завершившемся победой нидерландцев со счётом 5:1.
21 мая 1911 года стал историческим днём в истории клуба, «Аякс» перешёл в первый (высший) футбольный класс. Свидетелем этого триумфа не стал президент Флорис Стемпел, который ещё в 1908 году покинул свой пост. Однако место президента клуба занял друг Флориса, Крис Холст, но и он спустя два года уступил место Хану Даде. Изменения также коснулись и клубной формы. В первые десять лет «Аякс» выступал в футболках с чередующимися белыми и красными полосами, а также в чёрных трусах и гетрах. Такая же форма была у роттердамской «Спарты», а по правилам в случае, если у новичка первого футбольного класса была похожая по цвету форма, дебютанту нужно было поменять форму. Летом 1911 года «Аякс» всё же поменял форму, новой экипировкой стала белая футболка с вертикальной широкой красной полосой на груди и спине, трусы также стали белыми.
В дебютном сезоне на высшем уровне нидерландского футбола «Аякс» финишировал на 8-м месте из десяти возможных, лучшим нападающим в клубе стал Пит ван ден Брукке, забивший в 15 матчах 9 голов. Но больше в сезоне для команды запомнилась первая заграничная поездка в Австро-Венгрию. 23 мая 1912 года футболисты «Аякса» с Центрального вокзала Амстердама отправились за границу. Свою первую игру на иностранной территории «Аякс» сыграл в Будапеште с двукратным чемпионом Венгрии клубом МТК. Венгерский чемпион разгромил «Аякс» со счётом 5:1. Свой второй матч «Аякс» провёл в городе Вена против клуба «Винер», амстердамцы проиграли со счётом 0:2. В следующем сезоне во внутреннем первенстве у амбициозной команды настали трудные времена, в верхней же части таблицы в первом классе доминировала роттердамская «Спарта» и дордрехтский ДФК. В 1913 году амстердамский «Аякс» занял последнее место, а 17 мая 1914 года команда была переведена во второй футбольный класс.
Переход классом ниже ознаменовал для клуба рождение новых целей и традиций команды. Совещание учредителей 18 июня 1914 прошло настолько эмоционально, что президент «Аякса» Виллем Эгеман, пришедший на этот пост в 1912 году, подал 20 июня 1914 года в отставку, но позже он изменил своё решение и вернулся на свой пост. В клубе настал кризис.
28 июня 1914 года в ходе визита в Сараево был застрелен эрцгерцог австрийский Франц Фердинанд, убийцей оказался сербский террорист Гаврило Принцип. Это убийство стало поводом для начала Первой мировой войны. Нидерландам, мобилизовавшим свои войска, удалось избежать участия в войне, которая стала одной из самым кровопролитных в истории.

### Эра Джека Рейнолдса (1915—1949)
1 июля 1915 года на пост главного тренера «Аякса» пришёл англичанин Джек Рейнолдс, сменивший на этом посту ирландца Джона Кируэна. До прихода в «Аякс» Рейнолдс в течение двух лет был тренером швейцарского клуба «Санкт-Галлен».
Спустя два года, 27 мая 1917 года, «Аякс» в финальном матче Кубка королевской федерации футбола Нидерландов встретился с клубом ВСВ из города Велсена. Команда Джека Рейнолдса разгромила соперника со счётом 5:0. В той игре дублем отметился форвард Ринус Люкас, а также по одному мячу забили Ян ван Дорт, Ян де Натрис и Тео Брокманн. Первый Кубок Нидерландов в истории «Аякса» был вручён капитану Йопу Пелсеру.
После окончания Первой мировой войны, сражения которой также проходили на юге Бельгии и севере Франции, «Аякс» в 1918 году смог завоевать первый национальный титул, одержав победу в чемпионате Нидерландов сезона 1917/18. «Аякс» победил в Западной лиге и вышел в плей-офф, в котором принимали участие победители четырёх лиг — Северной, Южной, Западной и Восточной. В плей-офф «Аякс» занял первое место, набрав 13 очков, но победа в чемпионате была ещё обеспечена в городе Тилбурге, где «Аякс» встречался с клубом «Виллем II». На тот матч не явился один из главных игроков клуба Ян де Натрис, из-за того, что он опоздал на поезд в Тилбург. За это опоздание футболист был наказан штрафом в размере 10 центов. В итоге «Аякс» выиграл шесть матчей из восьми, проиграв одну игру и сыграв вничью один матч. Спустя год амстердамцы вновь выиграли чемпионат сезона 1918/19, не проиграв ни одного матча.
В сезоне 1920/21 «Аякс» стал победителем в Западной лиге, но выйдя в плей-офф чемпионата Нидерландов клуб не смог выиграть главный приз чемпионата. Лучшим бомбардиром в составе «Аякса» стал нападающий Вим Гюпферт, забивший 13 мячей в 28 матчах. Всего же «Аякс» в Западной лиге сезона 1920/21 забил 60 голов и пропустил 20 мячей. На тот момент вратарём в клубе был воспитанник «Аякса» Ян де Бур.
9 октября 1922 года в Роттердаме состоялся первый в истории матч между «Аяксом» и «Фейеноордом». «Аякс» смог победить со счётом 3:2, однако роттердамский клуб подал жалобу на главного судью матча, который засчитал третий забитый мяч амстердамцев. «Фейеноорд» настаивал на том, что мяч не пересёк линию их ворот. Футбольная ассоциация Нидерландов решила отменить третий гол «Аякса» и зафиксировать счёт 2:2. Позже «Аякс» вновь встретился с «Фейеноордом», и на этот раз амстердамцы победили со счётом 2:0. По итогам сезона 1921/22 «Аякс» занял третье место в Западной лиге и не попал в плей-офф чемпионата Нидерландов.
После того как «Аякс» в течение трёх сезонов не выигрывал чемпионат Нидерландов, главный тренер амстердамцев Джек Рейнолдс 30 июня 1925 года покинул свой пост и возглавил другой амстердамский клуб «Блау Вит». Последовали изменения и в руководстве клуба, вместо Виллема Эгемана пост президента клуба занял бывший защитник амстердамцев Франс Схуварт. На тренерском мостике преемником Рейнолдса стал также англичанин Харольд Роуз, возглавивший «Аякс» 1 июля 1925 года. Но даже Роз, с таким игроками, как Ян де Бур, Фонс Пелсер, Долф ван Кол, Вим Андерисен, Андре де Крёйфф, Хенк Хордейк, Вим Аддикс и Вим Волкерс, команда не смогла выиграть чемпионат Нидерландов сезона 1925/26. Лучшим нападающим в составе «Аякса» в том сезоне был Франс Рютте, забивший 15 мячей в 17 матчах. 29 декабря 1926 года Харольд Роуз покинул пост тренера «Аякса», в тот же день вакантное место главного тренера занял англичанин Сид Касл. Под руководством нового тренера «Аякс» выиграл Западную лигу сезона 1927/28, опередив на шесть очков клуб «Стормвогелс», но плей-офф чемпионата клуб выиграть не смог.
1 июля 1928 года, спустя два года, Джек Рейнолдс вернулся на пост тренера «Аякса». После возвращения Рейнолдса в команде стали появляться игроки очень высокого уровня. Одним из таких игроков стал нападающий Пит ван Ренен, ранее выступавший за утрехтский УВВ. В сезоне 1929/30 «Аякс» в шестой раз выиграл чемпионат Западной лиги, открытием же чемпионата стал новичок клуба Пит ван Ренен, забивший в дебютном сезоне за «Аякс» 28 мячей в 26 матчах. Спустя двенадцать лет с момента последней победы в чемпионате Нидерландов «Аякс» наконец то смог победить в плей-офф чемпионата сезона 1930/31. Всё началось с победы в Западной лиге, где амстердамцы набрали 31 очко в 18 матчах, опередив на пять очков клуб ЗФК из города Зандам. В плей-офф турнира, куда помимо «Аякса» из своих лиг попали клубы «Фейеноорд», ПСВ, «Гоу Эхед» и «Велоситас», клуб из Амстердама смог победить в пяти матчах, а также свести два матча вничью и один раз проиграть. Набрав 12 очков в плей-офф «Аякс» завоевал свой третий титул чемпионов Нидерландов. Лучшим бомбардиром в сезоне вновь стал Пит ван Ренен, забивший за сезон 32 мяча в 23 матчах. В том же сезоне «Аякс» одержал самую крупную победу, 11 января 1931 года амстердамцы со счётом 17:0 разгромили клуб ВЮК.
В следующем сезоне 1931/32 «Аякс» вновь стал победителем в своей Западной лиге набрав 29 очков, опередив на шесть очков клуб РКХ из Харлема. В плей-офф чемпионата Нидерландов главным соперником для «Аякса» стал «Фейеноорд». В первом матче в Роттердаме «Аякс» проиграл со счётом 3:1, но в домашнем матче в Амстердаме «Аякс» разгромил своих соперников со счётом 7:1. В итоговой таблице чемпионата «Аякс» опередил «Фейеноорд» всего на одно очко, набрав 13 баллов. За весь сезон, в чемпионате и плей-офф «Аякс» забил 106 мячей, причём 39 из них приходились на главного бомбардира команды Пита ван Ренена. В том же 1932 году на пост президента «Аякса» пришёл Мариус Колхас, заменивший Франса Схуварта, который был президентом в течение семи лет. В сезоне 1932/33 «Аякс» не смог выйти в плей-офф чемпионата Нидерландов. В том же сезоне, 16 марта 1933 года вратарь Ян де Бур в матче против роттердамской «Спарты» провёл свой последний матч, решив завершить свою карьеру, матч завершился победой «Аякса» со счётом 4:3. После ухода Де Бура основным вратарём в клубе стал Геррит Кейзер, появившийся в клубе в 1927 году. Также по итогам сезона завершил карьеру защитник Долф ван Кол, который за восемь лет выступлений в клубе, он провёл 174 матча в чемпионате и забил 25 мячей.
Однако в следующем сезоне 1933/34, «Аякс», ведомый капитаном Вимом Андерисеном, смог легко одержать победу в своей западной лиге. Амстердамцы набрали 32 очка в 18 матчах, опередив на десять очков клуб ВСВ. Выйдя в плей-офф чемпионата Нидерландов «Аякс» победил в четырёх матчах, а также свёл два матча вничью и два проиграл, но такой же результата был и у двух других командах, у КФК и «Виллема II». В итоге было решено провести так называемый экстра плей-офф, в котором три команды должны были разыграть чемпионский титул сыграв с друг другом. Из двух матчей, «Аякс» выиграл только в одном, а в другом проиграл, такой же показатель был у клуба КФК, который также смог набрать три очка. Но благодаря тому, что у «Аякса» была лучшая разница забитых и пропущенных мячей (6/3), клуб смог выиграть свой пятый титул чемпионов Нидерландов.
В сезоне 1934/35, «Аякс» вновь занял первое место в западной лиге набрав 30 очков, его основной конкурент, «Фейеноорд», отстал от победителя на два очка. По разнице забитых и пропущенных мячей «Аякс» во много раз превосходил своих конкурентов, амстердамцы в 18 матчах забили 66 мячей, а пропустили всего 15, это был лучший показатель в сезоне в западной лиге Нидерландов. В том же сезоне, в декабре 1934 года «Аякс» переехал на новый стадион, который получил название «Де Мер». Стадион был торжественно открыт 19 декабря 1934 года товарищеским матчем между «Аяксом» и французским клубом «Стад Франсе», амстердамцы одержали крупную победу со счётом 5:1. Выиграв Западную лигу «Аякс» вышел в плей-офф чемпионата Нидерландов, но команда не смогла выиграть свой шестой чемпионский титул. Чемпионом же стал второй раз в своей истории клуб ПСВ из города Эйндховена, второе место занял «Гоу Эхед».
В 1942 году тренером команды стал её бывший защитник Долф ван Кол. В Западной лиге «Аякс» стартовал с победы на клубом «т' Гой» (4:2). Затем последовало несколько поражений, сначала 13 сентября в гостях «Аякс» уступил клубу ВСВ со счётом 1:0, а затем амстердамцы 19 сентября крупно проиграли клубу ВЮК со счётом 5:3. В четвёртом матче подопечные Ван Кола проиграли своему извечному сопернику «Фейеноорду», на своём поле «Аякс» уступил со счётом 2:3. На протяжении первой части сезона «Аякс» преимущественно проигрывал, но постепенно команда стала одерживать победы. В ноябре амстердамцы обыграли «т' Гой» (1:4), ВСВ (3:2), ВЮК (5:2), но затем в декабре последовало поражение от «Фейеноорда» со счётом 2:0. В конечном итоге «Аякс» не смог попасть в плей-офф чемпионата Нидерландов. Победителем же Западной лиги стал «Фейеноорд», но и ему не суждено было стать чемпионом Нидерландов. Лучшей командой сезона стал клуб АДО, занявший первое место в плей-офф.
Слабое выступление «Аякса» в сезоне было обусловлено отсутствием многих игроков. Во время Второй мировой войны нападающий Гер Строкер и полузащитник Яп Хордейк добровольно отправились работать в Германию. Но хуже обстояли дела у бывшего тренера амстердамцев Джека Рейнолдса, в июне 1940 года он попал в тюрьму Шорл. Однако, позже Рейнолдс был переведён в трудовой лагерь в польском Гливице, где во время пребывания Рейнолдс организовывал футбольные матчи между ирландскими, шотландскими, бельгийскими и французскими заключёнными.
Неудачные выступления клуба в чемпионате сезона 1942/43 скрасила победа в финале Кубка Нидерландов. 20 июня в полуфинале «Аякс» разгромил клуб «Вагенинген» из Утрехта со счётом 8:0. Финальный матч состоялся 27 июня на Олимпийском стадионе, соперником амстердамцев стал клуб ДФК. В упорной борьбе «Аякс» одержал победу со счётом 3:2. Спустя 26 лет «Аякс» выиграл свой второй Кубок Нидерландов в истории.
29 августа 1943 года в Берлине на стадионе «Моммзен» в районе Шарлоттенбурга, состоялся матч между сборными командами Нидерландов и Сербии. В составе нидерландской команды от «Аякса» участвовало двое футболистов, Хенк Бломвлит и Яп Хордейк. В Берлине нидерландцы одержали победу со счётом 3:1. Как и в предыдущем сезоне, «Аякс» начал новый сезон с победы, 12 сентября со счётом 5:3 был обыгран клуб «Эмма». Но затем, команда стала чередовать победы с поражениями. В начале января 1944 года «Аякс» крупно обыграл роттердамский «Фейеноорд» со счётом 3:0. Но «Аяксу», как и впрочем «Фейеноорду», не было суждено победить в Западной лиге, первое место занял клуб ВЮК, но плей-офф первенства Нидерландов выиграла другая команда, «Де Волевейккерс». Летом 1944 года в клуб пришла трагическая весть, 18 июля от воспаления лёгких скончался один из символов команды, многолетний капитан и лидер «Аякса», Вим Андерисен.
Футбольный сезон 1944/45 в Нидерландах был отменён, в стране настали серьёзные проблемы, тысячи нидерландцев голодали. Спустя три недели, после окончания Второй мировой войны, в июле 1945 года, «Аякс» принял участие в футбольном турнире, который был организован в Амстердаме в честь 25-го юбилея клуба «Херенвен». Помимо «Аякса», в турнире участвовал клуб ДВС, «Блау-Вит» и «Де Волевейккерс». «Аякс» победил во всех трёх матчах и стал победителем этого турнира. Сначала «Аякс» обыграл ДВС (6:4), затем «Блау-Вит» (5:4) и «Волевейккерс» (1:0). Несколько месяцев спустя, в октябре 1945 года из немецкого плена вернулся Джек Рейнолдс, именно он в ноябре заменил Долфа ван Кола на посту тренера.
Первые три матча Западной лиги сезона 1945/46 «Аякс» выиграл с общим счётом 13:4, в четвёртой встречи амстердамцы сыграли вничью 5:5 с последним чемпионом Нидерландов, с клубом «Де Волевейккерс». После этого матча амстердамцы выдали фееричную серию матчей, одержав четыре победы подряд.
В начале февраля 1946 года был оглашён список кандидатов в национальную сборную Нидерландов, из «Аякса» в список попали трое игроков, Ян Потхарст, Хенк ван дер Линден и Гюс Дрегер. Но в итоговый состав попал именно Ван дер Линден. В последний раз свой официальный матч сборная Нидерландов проводила в апреле 1940 года. 10 марта 1946 года нидерландцы в товарищеском матче разгромили команду Люксембурга со счётом 2:6, для Хенка этот матч стал дебютным в сборной.
На протяжении всего сезона у команды Джека Рейнолдса не было достойных соперников, «Аякс» с лёгкостью занял в Западной лиги первое место. В плей-офф чемпионата Нидерландов амстердамцам предстояло встретиться с командами «Херенвен», «Харлем», «Лимбюргия», НЕК и НАК. В первой игре в Амстердаме, 22 июня «Аякс» обыграл «Херенвен» со счётом 2:1, но уже в ответной игре, 23 июля, с таким же счётом победил «Херенвен». «Аякс» сыграв все 10 матчей в плей-офф занял второе место, чемпионом же стал «Харлем», для которого этот титул стал первым в истории клуба.
Сезон 1946/47 вновь стал удачным для «Аякса», клуб занял первое место и вышел в плей-офф первенства страны. Там амстердамцы одержали восемь побед, и по одному разу сыграли вничью и потерпели поражение. Набрав 17 очков «Аякс» занял первое место, всего на три очка отстал второй призёр, «Херенвен». Лучшим нападающим в составе амстердамцев в том сезоне стал Герард Брёйнс, забивший 16 голов в 13 матчах. В том же сезоне, 5 июля 1947 года, за команду дебютировал молодой нападающий Ринус Михелс, на которого руководство «Аякса» возлагало большую надежду.
11 октября 1947 года в клубе вновь сменился тренер, им стал англичанин Роберт Смит, но предыдущий тренер, Джек Рейнолдс, команду не покинул, он стал помощником Смита. Но для обоих тренеров, как и для «Аякса», сезон 1947/48 выдался сверх неудачным. Команда слабо выступила в Западной лиги и не смогла выйти в плей-офф. Такой результат дорого обошёлся Смиту, он был отправлен в отставку, а на его место был приглашён англичанин Уолтер Крук, хотя тренерского опыта у него ещё не было, так как игровую карьеру он завершил лишь в 1948 году в клубе «Болтон Уондерерс». В первой игре под руководством Крука, дома, «Аякс» потерпел поражение от клуба «Ккерксес» со счётом 1:3. С новым тренером «Аякс» не смог выиграть Западную лигу сезона 1948/49, заняв только второе место, лучшей командой сезона стал клуб СВВ из города Схидама, он и завоевал чемпионский титул.

### 1949—1955
Но уже в следующем сезоне 1949/50 «Аякс», под руководством Крука, показывал великолепные результаты. Несколько месяцев команда не знала поражений, но лишь в начале января 1950 года потерпела первое поражение. Но несмотря на это, команда уверенно продолжала лидировать на первом месте. После всех сыгранных матчей в активе «Аякса» было 15 побед, 1 ничья и поражение. Ближайшим преследователем амстердамцев был клуб «Де Волевейккерс». В марте 1950 года «Аякс» отпраздновал своё пятидесятилетие, к этому событию в амстердамском историческом музее была открыта выставка посвящённая клубу. В плей-офф чемпионата Нидерландов команда выступила неожиданно хуже, хотя сначала «Аякс» провёл несколько матчей на высоком уровне. В первой игре амстердамцы дома обыграли «Херенвен» с счётом 2:1. Затем последовала победа над «Энседесе Бойз» (2:0), поражение от «Блау-Вита» (0:1), именно в этом матче у команды возникли проблемы с голкипером, после долгих обсуждений было решено поставить в ворота капитана команды Йопа Стоффелена, игравшего на позиции атакующего полузащитника. Четвёртый матч в плей-офф амстердамцы проводили 7 мая в гостях у «Херенвена», по ходу матча «Аякс» выигрывал с разгромным счётом 1:5, но в итоге, «Херенвен» одержал победу со счётом 6:5. После этого «Аякс» в последующих трёх играх потерпел три поражения, и после семи туров стал занимать последнее место. Но уже в следующем туре амстердамцы переиграли «Энседесе Бойз» (2:0) и ушли с последнего места. Затем была крупная победа над клубом «Мориц» (0:5), а затем поражение от клуба «Лимбюргия» (0:6), именно победа над «Аяксом» сделала «Лимбюргию» чемпионом Нидерландов. В итоговой таблице амстердамцы заняли лишь четвёртое место. После столь неудачного выступления в плей-офф, Уолтер Крук подал в отставку и вскоре вернулся в Англию. Исполняющим обязанности главного тренера был временно назначен Джек Рейнолдс, но уже в ноябре 1950 года у клуба вновь появился новый тренер, им стал англичанин Роберт Томсон. После окончания сезона команду покинуло несколько ведущих игроков, один из них был Кор ван дер Харт, отправившийся выступать во французский «Лилль». Сезон также стал последним и для нападающего Геррита Фишера, решившего завершить игровую карьеру, за 16 лет в «Аяксе» он сыграл 240 матчей и забил 97 голов.
Перед началом сезона система чемпионата Нидерландов немного изменилась, Футбольная федерация Нидерландов решила вместо привычных лиг создать пять групп, в каждой из которых должно участвовать по 12 команд. «Аякс» попал в группу «1-класс B», туда же вошли следующие команды: «Энсхеде», «Энседесе Бойз», «Хераклес», «Хенгело», НЕК, «Витесс», «Вагенинген», АГОВВ, ДОС, «т' Гой» и ДВС. В конце августа 1950 года «Аякс» принял участие в предсезонном турнире Кубок АРОЛ. В первой же полуфинальной игре амстердамцы потерпели крупное поражение со счётом 1:5 от клуба ВВА. В другом полуфинале, клуб АФК, основатель турнира, проиграл с минимальным счётом 1:0 команде ВСВ. В финальной встрече ВСВ с тем же счётом обыграл ВВА и завоевал кубок.
Уже в сентябре стартовал чемпионат, в первой игре «Аякс» был сильнее клуба АГОВВ (3:0), а затем, в гостях амстердамцы сыграли вничью с «Вагенингеном» (1:1). После победы в третьем туре над «Хенгело» (2:1), «Аякс» дома неожиданно был разгромлен клубом «Энседесе Бойз», подопечные Томсона проиграли 0:4. На протяжении всего сезона «Аякс» находился лишь в середине турнирной таблицы. К концу чемпионата в активе амстердамцев было по семь побед и ничей, а также восемь поражений. Итоговое восьмое место полностью отражало игру «Аякса» в сезоне 1950/51. Лучшим по забитым мячам в сезоне у «Аякса» стал Герард ван Дейк, отметившийся семью голами.
В 1954 году, футбол в Нидерландах получил официальный статус профессионального вида спорта, но «Аякс» к этому времени имел незначительный успех, «Аякс» становился лишь чемпионом в региональном чемпионате в 1952 году и занял второе место в региональном первенстве в 1954 году, набрав одинаковое количество очков с другим клуб из Амстердама ДВС.

### 1955—1970
В 1955 году было окончательно принято решение проводить национальное первенство Нидерландов под профессиональным статусом. «Аякс» был всё ещё далёк от международной вершины, продемонстрировав свою не лучшую игру в Кубке европейских чемпионов, и в Кубке УЕФА. В еврокубке «Аякс» был повержен венгерским «Вашашом» со счётом 4:0. Подобные поражения следовали и в 1960 году, будучи выбиты из турнира норвежским клубом «Фредрикстадом», в 1961 году история повторилась, на этот раз против венгерского «Уйпешта» ведомый одним из лучшим нападающих венгерского футбола Ференцем Бене. «Аякс» достиг небольшого успеха и на внутреннем уровне, выиграв первый (на профессиональном уровне) чемпионат Нидерландов в сезоне 1956/57 и снова в 1959/60. В сезоне 1959/60 после одинакового равенства очков с «Фейеноордом», был проведён дополнительный матч в котором «Аякс» разгромил соперника со счётом 5:1, хет-триком отметился нападающий Вим Блейенберг.

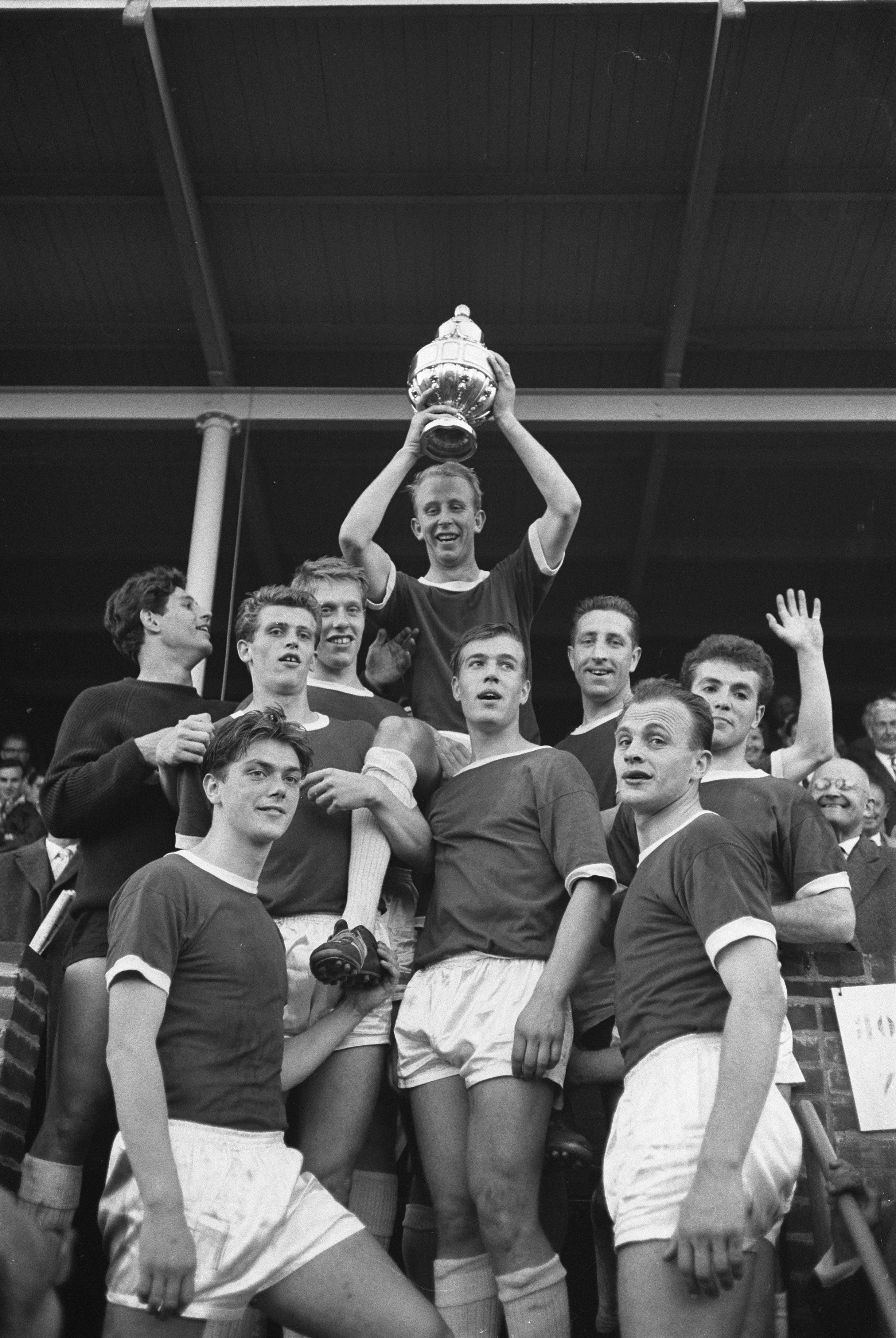
«Аякс» — обладатель Кубка страны 1961 года

В то время Вим Блейенберг не был главным нападающим, Хенк Грот (младший брат Кеса Грота) забил 100 мячей за «Аякс», за 5-летнее пребывание в клубе, он перешёл в «Аякс» в 1959 году из клуба «Стормвогелс», в сезоне 1959/60 он забил 38 мячей, а в 1960/61 41 мяч. Он стал важной частью «Аякса» в начале шестидесятых, заменяя звёздного нападающего Пита ван дер Кёйла, который перешёл в стан ПСВ. Позже таких людей как Хенка Грота стали называть «Мистер Аякс», и с такими игроками как Шак Сварт, Ко Принс, Тон Пронк и молодым Питом Кейзером, «Аякс» выиграл национальный кубок в 1961 году и Кубок Интертото сезона 1961/62.
После проигрыша чемпионата и поражения от ПСВ со счётом 5:2 в 1963 году, у «Аякса» начался период спада. Нападающий Хенк Грот летом перебрался в «Фейеноорд», а «Аякс» в сезоне 1964/65 был близок к вылету из лиги, но положение клуба улучшилось после того как прежний игрок Ринус Михелс заменил главного тренера Вика Бакингема, для которого второй тренерский срок стал неудачным. «Аякс» в составе которого был Йохан Кройф, потерпел поражение в Кубке Нидерландов со счётом 3:1, но команде удалось обеспечить хорошее место в турнирной таблице благодаря Михелсу.
Приход Михелса положило начало революционной эры в Амстердаме, начиная с возвращения в стан «Аякса» Хенка Грота и Ко Принса, и подписание вратаря Герта Балса. Михелс строил игру команды под стиль «тотального футбола», даже жертвуя игроками которые не подходили под этот стиль игры. Самым известным примером этого, был защитник Фритс Сютекау, заменённый новым капитаном «Аякса» Велибором Васовичем, чей гол помог обыграть чешскую «Дуклу» из Праги в Кубке европейских чемпионов на стадии четвертьфинала 1966/67.
В 1967 году «Аякс» оформил своё второе подряд чемпионство, но команда не имела столь доминирующее превосходство как в прошлом сезоне, когда нападающие «Аякса» забивали не менее 122 голов (всё ещё является национальным рекордом), из которых 33 мяча забил Йохан Кройф, ставший в свои 20 лет настоящей звездой нидерландского футбола. Это был также сезон в котором, впервые в истории, «Аякс» выиграл чемпионство и кубок своей страны. Пройдя квалификацию Кубка европейских чемпионов, по пути переиграв «Реал Мадрид» с Игнасио Соко в дополнительном времени, оба матча закончились со счётом 1:1, это прибавило клубу большую репутацию.
«Аякс» выиграл титул чемпионов Нидерландов в сезоне 1967/68 опередив в этом «Фейеноорд» долгое время противостоявший в сезоне, хотя «Аякс» лидировал практически на протяжении всего чемпионата. В 1969 году в еврокубках «Аякс» достиг финала. По ходу турнира «Аякс» победил «Нюрнберг» в первом квалификационном раунде, но были почти выбиты португальской «Бенфикой», проиграв в Амстердаме 3:1, но во втором матче в гостях «Аякс» победил 3:0. «Аякс» повторил этот же счёт со следующим соперником словацким «Спартаком» из Трнавы, во втором матче в Трнаве «Аякс» смог довести матч до победы. В финале, в Мадриде, «Аякс» проиграл итальянскому «Милану» со счётом 4:1, на тот момент «Милан» славился своей защитой и атакой.
После неутешительного проигрыша в финале Кубка чемпионов, «Аякс» вошёл в период восстановления. Основной состав команды пополнили: нападающий сборной Нидерландов Дик ван Дейк, полузащитники Герри Мюрен и Нико Рейндерс, и Руд Крол, который являлся игроком запаса. Они заменили Класа Нюнинга, Тео ван Дёйвенбоде и Инге Даниелссона, которые были проданы другим клубам, а Хенку Гроту пришлось завершить карьеру из-за травмы полученной в матче против сборной Польши.
В сезоне 1969/70 «Аякс» выиграл чемпионат, из 32 матчей в чемпионате «Аякс» выиграл 27, а команда забила 100 мячей. Главным преследователем в сезоне был «Фейеноорд», но ему суждено было занять лишь второе место. Оба клуба выиграли трофеи, «Аякс» чемпионство, а «Фейеноорд» Кубок чемпионов.

### 1970—1991

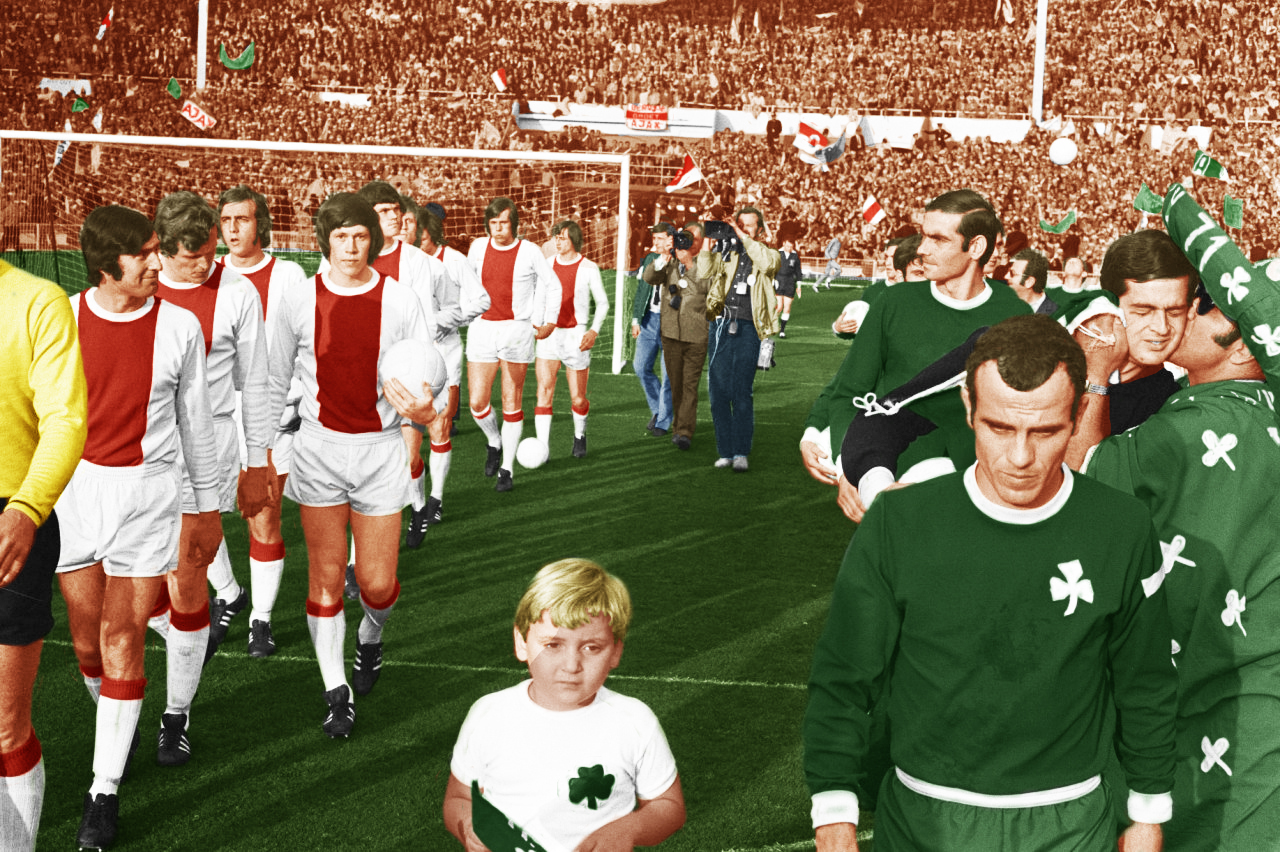
«Панатинаикос» против «Аякса» в финале кубка европейских чемпионов 1971 года

В 1970 году «Аякс» достиг полуфинала европейского Кубка ярмарок (выбив из турнира «Ганновер 96», «Наполи», «Рух» и «Карл Цейсс»), но был выбит английским «Арсеналом».
1971 год стал для «Аякса» настоящим годом славы, клуб выиграл трофей как во внутреннем первенстве, так и европейском. Но сезон мог закончиться тройным успехом, если бы «Аякс» победил и в чемпионате страны, но амстердамцы заняли лишь второе место после «Фейеноорда», хотя были шансы и на победу в чемпионате. В финале Кубка Нидерландов «Аякс» обыграл роттердамскую «Спарту».
В Кубке европейских чемпионов команда Ринуса Михелса с первого раунда доказала, что достойна дойти до финала. По пути «Аякс» обыграл албанский клуб «17 Нентори» (2:2, 0:2), швейцарский «Базель» (3:0, 2:1), шотландский «Селтик» (3:0, 0:1) и испанский «Атлетико Мадрид» (1:0, 0:3). В финале 2 июня 1971 года на стадионе «Уэмбли», при 83 тысячах зрителей, «Аякс» встретился с греческим «Панатинаикосом», которым на тот момент руководил Ференц Пушкаш, один из величайших футболистов XX века. Амстердамцы победил со счётом 2:0. Капитан «Аякса» Велибор Васович наконец смог поднять над своей головой Кубок чемпионов, который он не смог выиграть в финалах 1966 и 1969 годов, в первом из которых он выступал ещё за свой прежний клуб «Партизан».
В следующих годах «Аякс» являлся ведущим клубом Европы, показывающим великолепную игру. Главным тренером в 1971 стал 51-летний румын Штефан Ковач (тренер сборной Румынии) сменивший на тренерском посту Ринуса Михелса, продержавшегося в клубе 6 лет. Позже в этом же году клуб покинули Рейндерс и Васович, Ван Дейк покинул клуб в 1972 году. Такие изменения в тренерском штабе не сильно повлияли на клуб, который выиграл чемпионат и Кубок Нидерландов в 1972 году, к этим титулам также добавились Межконтинентальный кубок, и Суперкубок Европы. А в 1973 году в финале против «Ювентуса» выиграв со счётом 1-0, «Аякс» получил свой третий Кубок европейских чемпионов. В оставшейся части 1973 года «Аякс» выиграл чемпионат, но проиграл Кубок страны.
Отъезд Йохана Кройфа в «Барселону» в 1973 году, стал признаком того, что игроками «Аякса» стали интересоваться европейские гранды. Но это послужило концу периода успеха, и концу так называемой команды «12 Апостолов», в которую обычно входили: Хайнц Стюи, Вим Сюрбир, Барри Хюльсхофф, Хорст Бланкенбург, Руд Крол, Ари Хан, Йохан Нескенс, Герри Мюрен, Шак Сварт, Йохан Кройф, Пит Кэйзер, и двенадцатым игроком были иногда, Руд Сирендонк (до 1972), и Джонни Реп. Этой командой были биты «Реал Мадрид», «Бавария», «Интернационале», «Арсенал» и «Ювентус» в период с 1971 по 1973 год. Поражение в Кубке чемпионов 1974 года, от болгарского ЦСКА, стало показателем снижения силы «Аякса» в европейском футболе.
Однако, «тотальный футбол», который демонстрировал «Аякс», запомнился на долгую память многим болельщикам. «Аякс» стал командой, чьи игроки помогли национальной сборной Нидерландов достигнуть финала чемпионата мира 1974 года используя тот самый стиль «тотального футбола». Спад игры «Аякса» и проигрыш сборной в финале чемпионата мира против Германии, положило конец той славной эре, которую позже тренер «Аякса» Томислав Ивич, назовёт эрой «Глория „Аякс“».

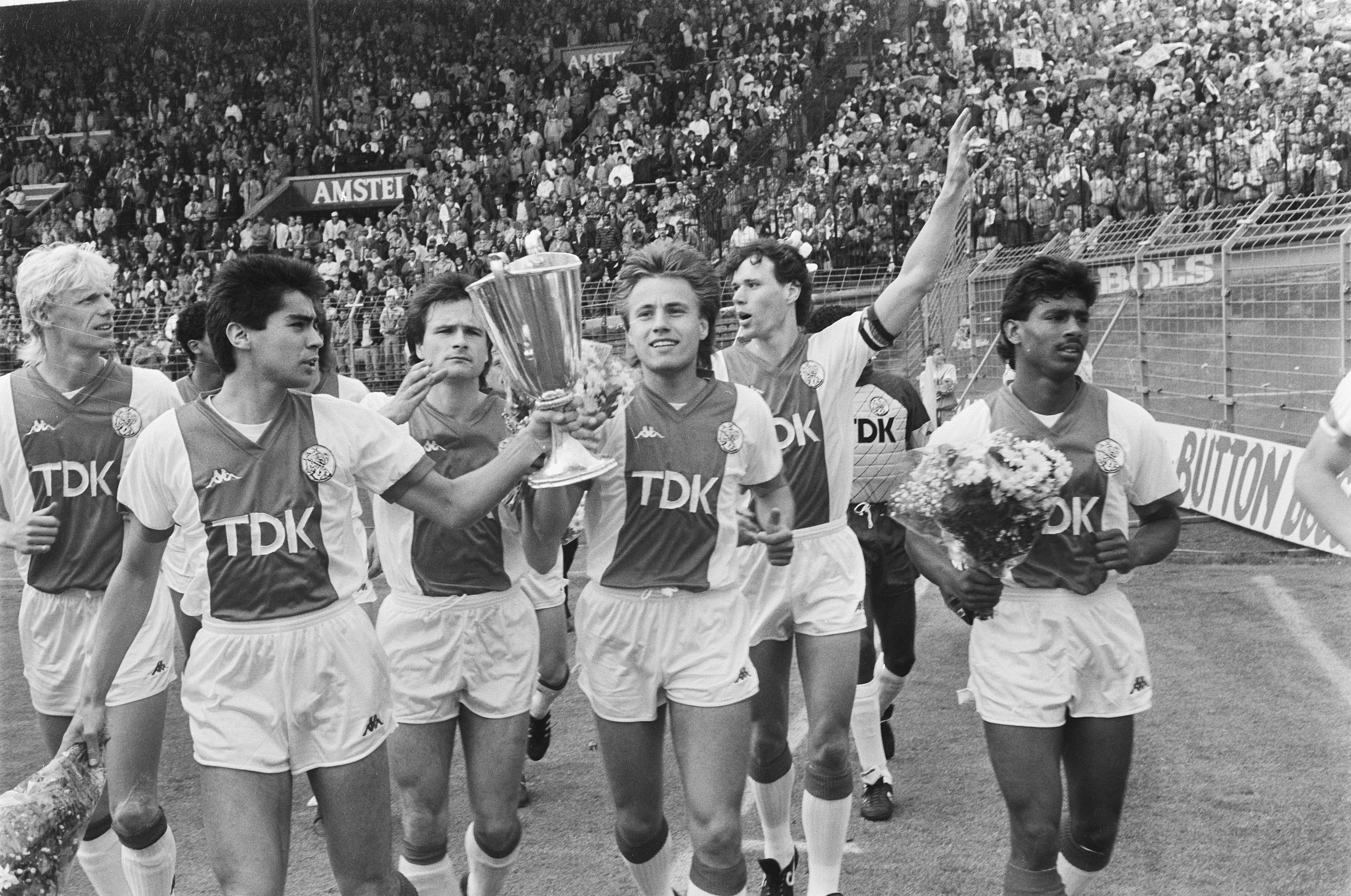
«Аякс» после победы в Кубке обладателей кубков в 1987 году

После периода спада, в 1976 «Аякс» (который не становился чемпионом страны с 1973) возглавил Томислав Ивич. После этого к «Аяксу» вернулся успех, выиграв 5 чемпионатов, и 4 Кубка Нидерландов. Но в европейских кубках «Аякс» выглядел не внушительно, так в 1978 в четвертьфинала Кубка чемпионов, «Аякс» был выбит итальянским «Ювентусом», а дойдя до полуфинала 1980, проиграл будущим победителям турнира «Ноттингем Форест». Неутешительна игра клуба в еврокубках между 1980 и 1986, клуб не выходил во второй раунд розыгрыша Кубка чемпионов в течение 6 лет. Йохан Кройф вернулся в «Аякс» в 1981, в это время в клубе было довольно много талантливых молодых игроков, как: Вим Кифт, Джон ван Схип, Марко ван Бастен, Гералд Ваненбург, Йеспер Ольсен и Франк Райкаард.

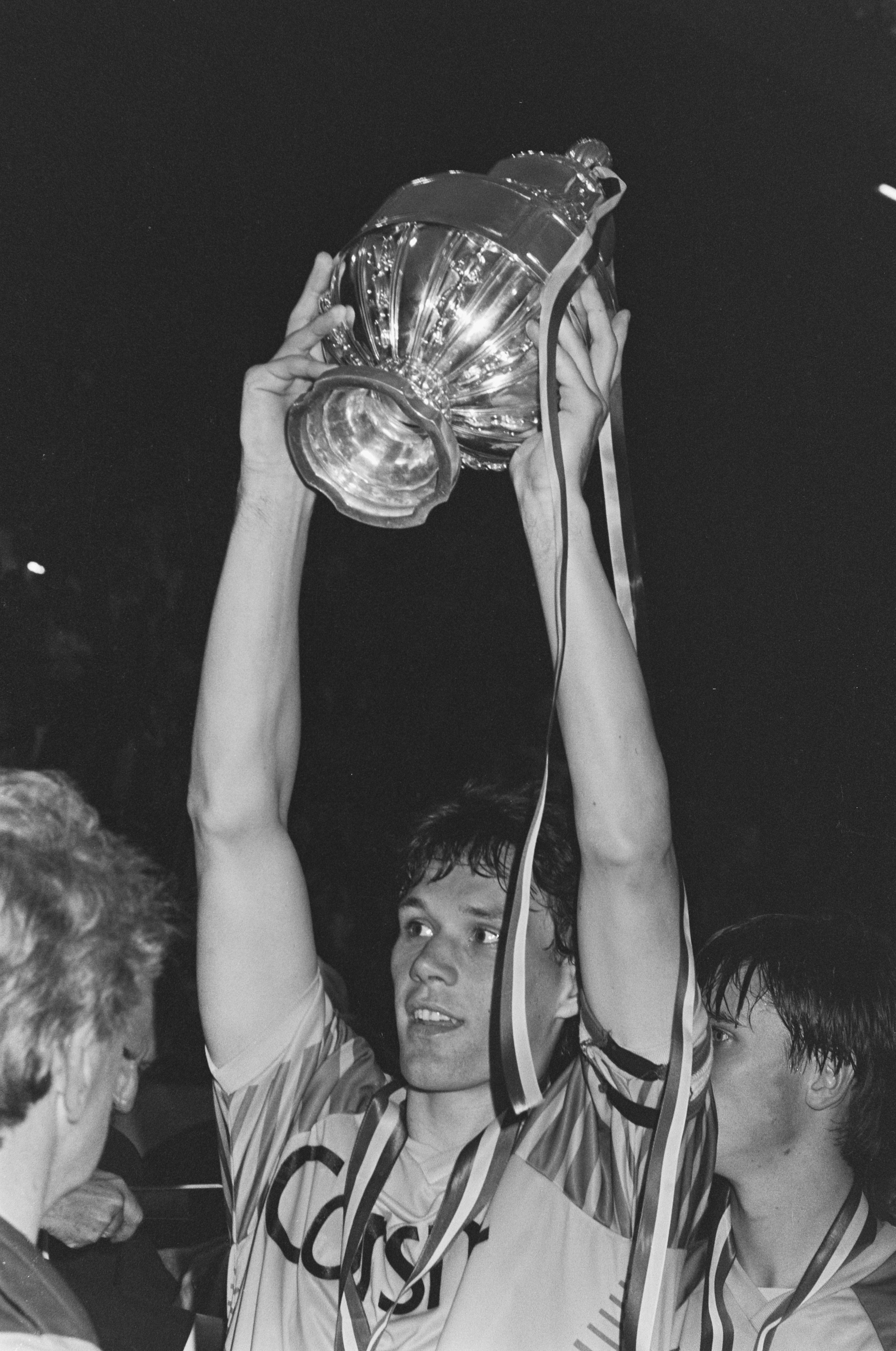
Ван Бастен с Кубком Нидерландов в 1987 году

После конфликта между президентом клуба, Хамсеном, и Кройфом, последнему пришлось покинуть клуб, но в 1985 Кройф вернулся уже как главный тренер «Аякса». Тактика нападения и стиль всей команды, созданный Кройфом, великолепно виден в первом же сезоне, когда «Аякс» завершил сезон с 120 голами, из которых 37 были на счету новой звезды «Аякса» Марко ван Бастена.
Несмотря на это «Аякс» дважды в 1985 и 1986 становился вторым в чемпионате, уступив ПСВ. «Аякс» стал победителем Кубка обладателей кубков УЕФА 1987, в финале победив клуб из ГДР «Локомотив» из Лейпцига, и в следующем еврокубковом сезоне «Аякс» вновь дошёл до финала, но уступил бельгийскому «Мехелену».
Кройф покинул «Аякс» до второго финала Кубка УЕФА, в результате у команды снизился показатель в чемпионате Нидерландов. С большими звёздами 80-х, такими как Марко ван Бастен (покинувший клуб в 1987), «Аякс» всё равно продолжал конкурировать во внутреннем первенстве с ПСВ, который выиграл три чемпионских титула подряд (в 1986, 1987, 1988), а также стал в 1988 году обладателем Кубка чемпионов.
В период с 1988 по 1991, «Аякс» был вовлечён в мошенничество в 1989, после инцидента в котором один из болельщиков «Аякса» бросил железную банку во вратаря австрийского клуба «Аустрия» в матче Кубка УЕФА в сезоне 1989/1990, клубу запретили выступать в еврокубках с 1990—1991. Под руководством Лео Бенхаккера, «Аякс» выиграл чемпионство сезона 1988/90 в борьбе с ПСВ.

### Эра Ван Гала (1991—1996)

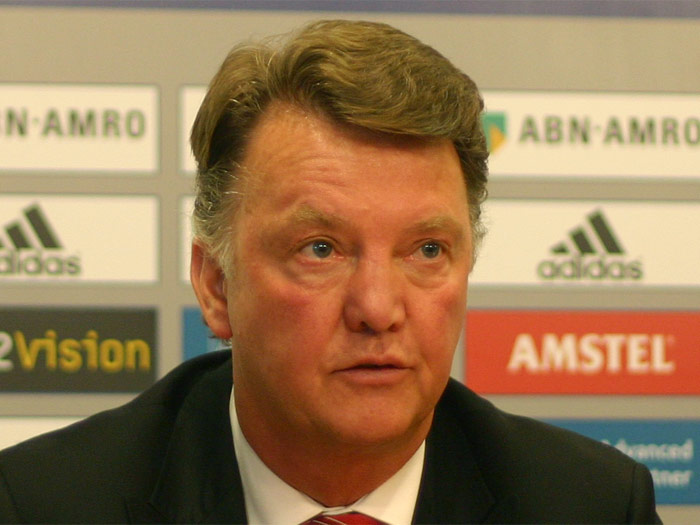
Луи ван Гал

После отъезда Лео Бенхаккера в мадридский «Реал» в 1991 году, главным тренером «Аякса» стал Луи ван Гал, который был помощником Бенхаккера. Его работа произвела сильное впечатление, он поменял всю тактику игры команды, его усилия (такие же, как в своё время произвёл Йохан Кройф) были вознаграждены. В своём первом же сезоне он выиграл Кубок УЕФА, одолев в финале «Торино». По пути к финалу отличился своей игрой нападающий Деннис Бергкамп, забивший 6 мячей. Позже Бергкамп станет лучшим бомбардиром чемпионата Нидерландов 1991, 1992. Сезон 1990/91 и 1991/92 «Аякс» завершит на втором месте в чемпионате уступив только ПСВ. В 1992/93 «Аякс» должен был согласиться на третье место, в последний раз это было в 1984. Но «Аякс» выиграл Кубок Нидерландов.
В 1993 году когда Бергкамп и Вим Йонк перешли в итальянский «Интер», Яри Литманену было разрешено взять майку с 10 номером, клуб также пополнили Джордж Финиди, возвратился Франк Райкаард, которые отлично вписались в видение игры ван Гала.
Сезон 1994/95 стал для «Аякса» возвращением европейского успеха после двух десятилетий. Клуб выиграл национальный чемпионат без поражений, а также отпраздновал победу в Лиге чемпионов. Это был последний сезон для Франка Райкаарда, в этом же сезоне проявил себя молодой 18-летний нападающий Патрик Клюйверт. Именно Клюйверт, выйдя на замену в финале Лиги чемпионов, помог «Аяксу» победить итальянский «Милан». «Аякс» продолжал выигрывать, в матче за Межконтинентальный кубок в серии пенальти был обыгран бразильский «Гремио». В следующем сезоне «Аякс» продолжал преуспевать на европейском фронте, уступив в финале Лиги чемпионов «Ювентусу» в серии пенальти.

### 1996—2010
Однако, в последующий период последовал отъезд главного тренера Луи ван Гала, а затем и массовое бегство многих ключевых игроков. Кларенс Зеедорф ушёл в 1995, Эдгар Давидс, Майкл Райцигер, Джордж Финиди и Нванкво Кану в 1996, Патрик Клюйверт, Марк Овермарс и Винстон Богард в 1997, Рональд и Франк Де Буры в 1998, Эдвин ван дер Сар и Яри Литманен в 1999.
Место главного тренера занял Мортен Ольсен, который привлёк в ряды «Аякса» капитана национальной сборной Дании Микаэля Лаудрупа. С новым тренером «Аякс» выиграл чемпионство и Кубок Нидерландов 1998. Но Ольсен не смог заменить ключевых игроков, и из-за разногласий с братьями Де Бурами, был уволен в 1998.
После победы в Лиге чемпионов 1995 года, «Аякс» изо всех сил пытался вернуть себе европейский успех. В сезоне 2002/03 с главным тренером Рональдом Куманом, во главе с капитаном Кристианом Киву, Рафаэлом ван дер Вартом, Златаном Ибрагимовичем, Мидо и с вернувшейся легендой «Аякса» Яри Литманеном, команда отлично выступила в Лиге чемпионов 2002/03, дошла до четвертьфинала турнира, но уступила итальянскому «Милану». В домашнем матче на «Амстердам Арене» «Аякс» сыграл вничью 0:0, а на выезде в Италии на стадионе «Сан Сиро» команда Кумана уступила на последних минутах матча со счётом 3:2.
Ранний успех нового тренера был недолгим, в 2005 году Куман ушёл в отставку после поражения от французского «Осера» со счётом 3:1 в матче 1/16 финала Кубка УЕФА 2004/05. Этой отставке предшествовало разногласие Кумана с Луи ван Галом. Ван Гал утверждал, что Куман не способен сосредоточить игру команды, и что он виновен в том что команда в начале 2005 года шла лишь на пятом месте в чемпионате. Прежний игрок «Аякса» Данни Блинд, который работал техническим тренером и советником клуба, не был опытным тренером, но всё же был представлен как новый главный тренер. Блинд сразу же поменял тактику и расстановку команды. «Аякс» стал играть по тактике 4-4-2, он отверг тот стиль «тотального футбола» и схему 4-3-3, которая была визитной карточкой «Аякса». Сезон ознаменовался отъездом ключевых игроков Рафаэля ван дер Варта и Найджела де Йонга в «Гамбург», в то время как шесть других: Хатем Трабелси, Томаш Галасек, Ханс Вонк, Нурдин Бухари, Стивен Пинаар и Максвелл, заявили что покинут клуб в конце сезона 2005/2006. Блинд был уволен 10 мая 2006 года, проработав в клубе 422 дня.
Новым тренером стал Хенк тен Кате, который выиграл Лигу чемпионов и чемпионат Испании в 2006 году, когда был помощником Франка Райкарда в «Барселоне». Тен Кате сделал ставку на молодых игроков, таких как Ян Вертонген, Риделл Пупон и Робберт Схилдер, тогда как греческий нападающий Ангелос Харистеас был продан в «Фейеноорд». «Аякс» вылетел из Лиги чемпионов 2006/07, после проигрыша датскому «Копенгагену» по сумме двух встреч 3:2. В результате «Аяксу» пришлось выступать в Кубке УЕФА 2006/07. В первом раунде Кубка УЕФА «Аякс» обыграл норвежский «Старт» 2:5 в гостях и 4:0 в домашнем матче. Пройдя через групповую стадию «Аяксу» в 1/16 финала попал на немецкий «Вердер», в первом матче «Аякс» проиграл 3:0, а во втором матче в Амстердаме «Аякс» победил 3:1, но это не помогло клубу пройти дальше, по сумме двух встреч 4:3 в 1/8 финала прошёл «Вердер».
Сезон 2006/07 для «Аякс» во главе с Хенком тен Кате был не очень удачным, хотя клуб выиграл Суперкубок Нидерландов у ПСВ со счётом 3:1 и Кубок Нидерландов у АЗ, в серии после матчевых пенальти со счётом 8:9, в основное время команды сыграли вничью 1:1. В чемпионате Нидерландов 2006/07 «Аякс» мог стать чемпионом, но в концовке чемпионата команда растеряла 10-очковое преимущество над ПСВ и в итоге заняла второе место, ПСВ стал чемпионом благодаря разнице забитых и пропущенных мячей, «Аякс» забил 84 мяча, а пропустил 35, тогда как ПСВ забил 72 мяча, но пропустил меньше, всего 25 мячей.
В сезоне 2007/08 «Аякс» продал двух самых талантливых своих игроков: Райана Бабеля за 17 млн евро в английский «Ливерпуль» и Уэсли Снейдера за 27 млн евро в испанский «Реал» Мадрид. Из «Гронингена» в «Аякс» перешёл Луис Суарес, который должен был заменить в клубе Бабеля. «Аякс» не смог найти замену Снейдеру, так как срок трансферного окна уже закрывался. Проблема с составом осложнилась ещё с травмой Эдгара Давидса, который сломал ногу, это немного осложнило подготовку к квалификационным матчам в Лиге чемпионов 2007/08. Соперником стала чешская «Славия» из Праги. «Славия» смогла совершить небольшой подвиг, обыграв «Аякс» в Праге 2:1 и в Амстердаме со счётом 1:0. Вылет из Лиги чемпионов обрушил на «Аякс» критику со стороны СМИ и болельщиков на главного тренера Хенка тен Кате и совета директоров. Победа 1:0 над ПСВ в матче Суперкубка Нидерландов не смогла смягчить обидное поражение от «Славии» закрывшее дорогу в главный кубковый европейский турнир.
Во внутреннем первенстве команда выступала лучше, нападающие «Аякса» Луис Суарес и Клас-Ян Хюнтелар сразу отметились большим количеством забитых мячей. В еврокубках «Аякс» вылетел из розыгрыша Кубка УЕФА, проиграв в гостях хорватскому «Динамо» из Загреба со счётом 1:0, а в домашнем матче уступил лишь в дополнительное время со счётом 3:2.

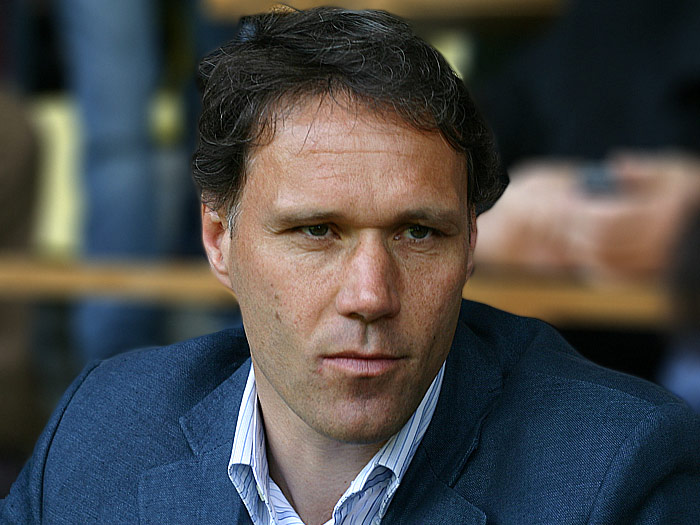
Марко ван Бастен

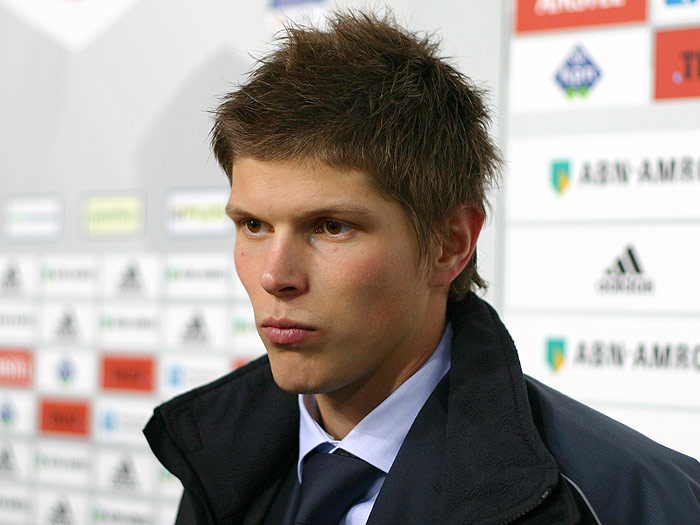
Клас-Ян Хюнтелар

После такого европейского провала, «Аякс» не мог пробиться в групповую стадию Лиги чемпионов на протяжении двух сезонов, главный тренер Хенк тен Кате потерял уважение в клубе, затем высшее руководство «Аякса» потребовало увольнение Кате. 9 октября 2007 года Тен Кате покинул клуб и перешёл в английский «Челси» став помощником Аврама Гранта. Новым главным тренером стал Адри Костер, который ранее тренировал молодёжный состав «Аякса». 29 октября 2007 года капитан «Аякса» и один из лидеров Яп Стам объявил о завершении своей игровой карьеры. Чемпионский титул Нидерландов 2007/08 завоевал ПСВ, а в матче за путёвку в Лигу чемпионов 2008/09 «Аякс» не сумел выиграть на своём поле у «Твенте», который по сумме двух встреч прошёл в главный европейский кубковый турнир.
После чемпионата Европы 2008 года бывший нападающий «Аякса» Марко ван Бастен был назначен новым главным тренером клуба, сменив на этом посту Адри Костера. Ещё один экс-игрок «Аякса», Йохан Кройф, также собирался занять тренерскую должность в клубе, но после разногласия с Ван Бастеном он отказался от этой идеи. После прихода Ван Бастена в клубе появились несколько новых футболистов, таких как Исмаил Айссати и Миралем Сулеймани, последний был приобретён у «Херенвена» за рекордную сумму в € 16,25 млн. Капитаном команды Марко назначил нападающего Класа-Яна Хюнтелара.
30 августа 2008 года, в первом матче чемпионата сезона 2008/09, в гостевом матче против «Виллема II», «Аякс» проиграл со счётом 2:1, однако постепенно от тура к туру «Аякс» приблизился к первому месту, после 13 туров команда с 26 очкам занимала второе место после АЗ. В начале декабря 2008 года было объявлено о том, что «Аякс» и «Реал Мадрид» достигли соглашения о трансфере нападающего Класа-Ян Хюнтелара, который стал для «Аякса» настоящим лидером команды. 4 декабря Хюнтелар был официально представлен в качестве игрока «Реала», сумма трансфера игрока составила 20 млн евро.

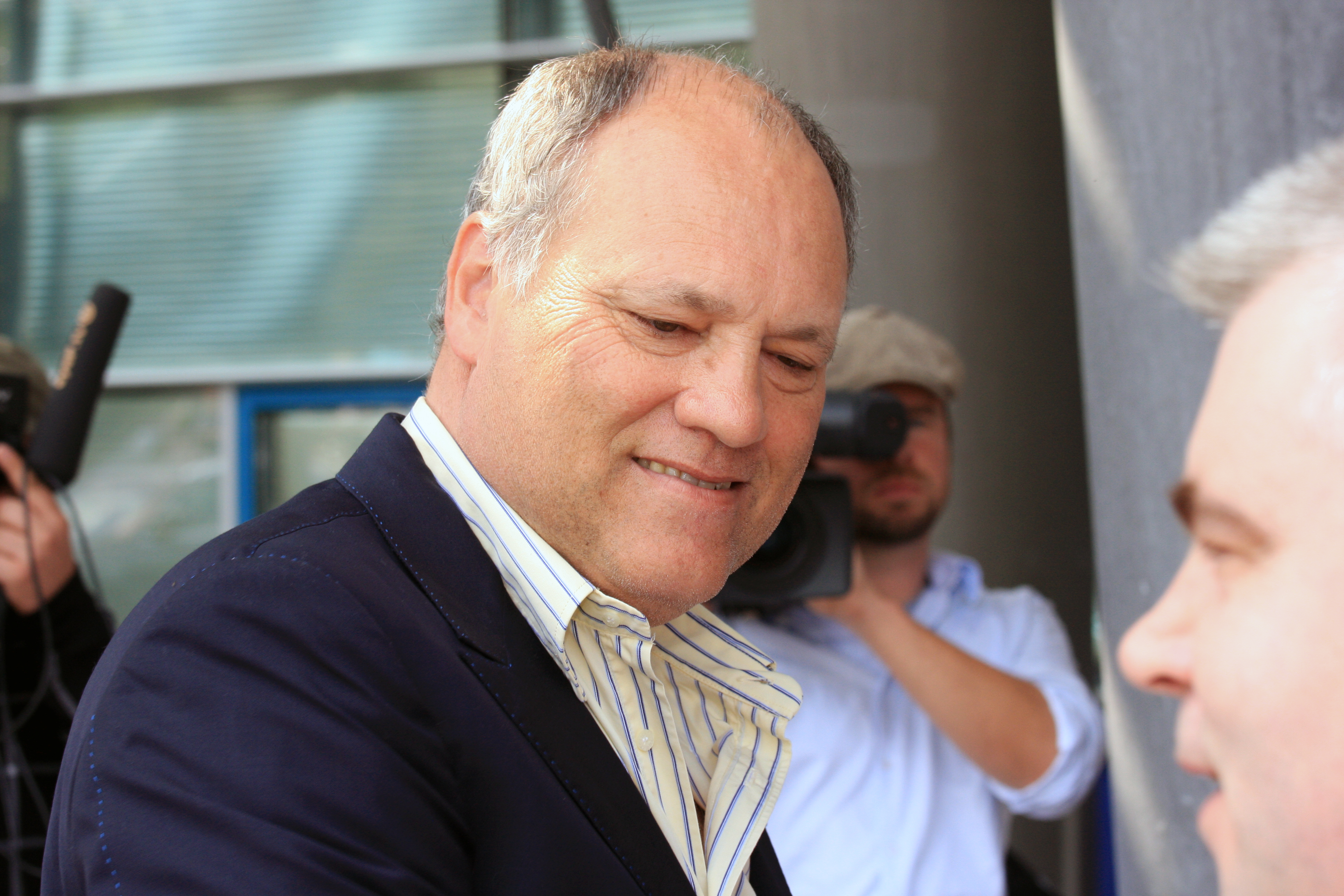
Мартин Йол

26 мая 2009 года Мартин Йол был официально представлен в качестве главного тренера «Аякса», с амстердамцами он заключил трёхлетний контракт. Вскоре команду покинул один из её лидеров, бельгийский защитник Томас Вермален, купленный английским «Арсеналом» за 12 млн фунтов стерлингов. После этого вокруг клуба появилось множество слухов, относительно того, кого клуб приобретёт. Среди потенциальных новичков команды значился Маркус Берг, Эльеро Элиа и Иван Обрадович. В конечном итоге, «Аякс» заключил контракт с бывшим игроком «Гамбурга», левым защитником Тимоте Атуба. Команда также пополнилась голкипером Йеруном Верхувеном и полузащитником Деми де Зеувом, который был куплен у АЗ за 7 млн евро. В начале июля Йол назначил нового капитана команды, им стал уругвайский нападающий Луис Суарес. После первых пяти матчей чемпионата, «Аякс» совершил ещё несколько приобретений, в последний день трансферного окна амстердамский клуб взял в аренду бразильцев Керлона и Зе Эдуардо, а также совершенно бесплатно заполучил сербского форварда Марко Пантелича.
7 мая 2010 года разгромив «Фейеноорд» со счётом 4:1 «Аякс» стал обладателем Кубка Нидерландов.

### Успех Де Бура (с 2010 по 2016 годы)

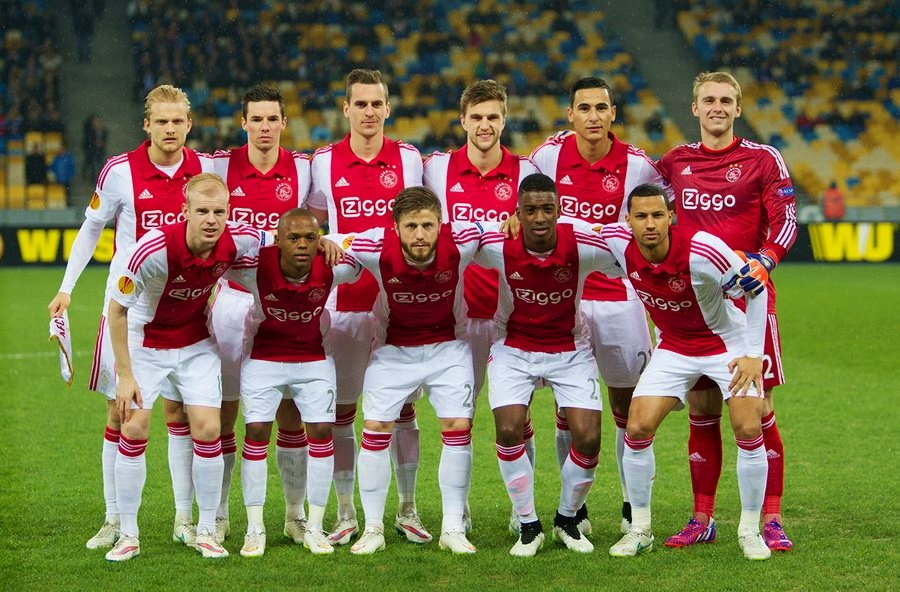
«Аякс» — 2015 год.

В декабре 2010 года после ухода Мартина Йола исполняющим обязанности главного тренера был назначен Франк де Бур. В первом сезоне под его руководством клуб выиграл титул чемпиона страны, который стал для «Аякса» тридцатым за всю историю. В сезоне 2011/12 амстердамцы повторили прошлогодний успех, защитив титул чемпионов. Де Бур привёл команду к очередному чемпионству и в сезоне 2012/13. В сезоне 2013/14 «Аякс» вышел в финал Кубка Нидерландов, в котором уступил с разгромным счётом 5:1 клубу «Зволле». В этом же сезоне клуб в четвёртый раз подряд выиграл чемпионат страны.
Сезон 2014/15 «Аякс» закончил на втором месте, уступив извечному сопернику — ПСВ. В сезоне 2015/16 «Аякс» шёл к чемпионскому титулу и опережал главного конкурента ПСВ на один балл перед последним туром. Однако «Аякс» сыграл вничью с борющимися за выживание «Де Графсхапом» и упустил титул, после чего главный тренер клуба Франк де Бур подал в отставку.

### Сезон Петера Боса (2016—2017 годы)
При этом специалисте молодая и яркая команда сумела достичь финала Лиги Европы 2016/2017, где уступила 0:2 «Манчестер Юнайтед». В чемпионате команда уступила 1 очко «Фейеноорду» и финишировала лишь второй. После сезона специалист ушёл в дортмундскую «Боруссию».

### Новая эра Эрика тен Хага (2018—2022)
Эрик тен Хаг возглавил команду перед новым 2018 годом, и, менее чем за полтора года, добился значительных успехов с молодой командой. Он вернул клубу былую славу и популярность. Заняв вместе с командой 2-е место в чемпионате сезона 2017/2018, он вышел в отборочный этап Лиги чемпионов 2018/2019, где, поочерёдно выбил грацский «Штурм», льежский «Стандард» и киевское «Динамо». До этого клуб три года подряд выбывал из розыгрышей Лиги чемпионов на этапе квалификации.
В групповом этапе с «Баварией», «Бенфикой» и АЕКом Аякс занял второе место, ни разу не проиграв.

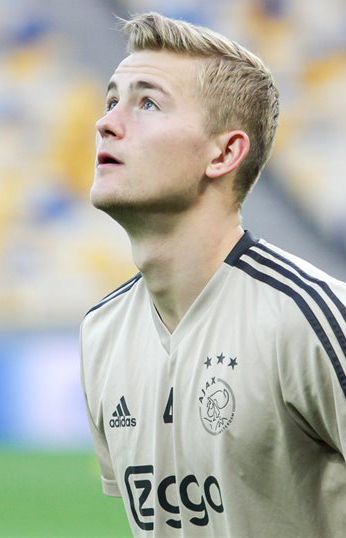
Маттейс де Лигт в 2018 году

На этапе 1/8 финала «Аякс» принимал мадридский «Реал». Проиграв дома первый матч 1:2, амстердамцы в Мадриде разгромили королевский клуб 4:1 и вышли в 1/4 финала на туринский «Ювентус». Сыграв домашний матч вничью 1:1, на выезде голландцы обыграли команду Криштиану Роналду 2:1 и вышли в полуфинал турнира. Вместе с тем, клуб обновил сразу несколько рекордов, среди которых: самый молодой капитан, вышедший в полуфинал Лиги чемпионов — 19-летний Матейс де Лигт; первый клуб в истории, добравшимся до полуфинала Лиги чемпионов, начав со стадии 2-го квалификационного раунда. Ранее команда 22 года не доходила до полуфинала Лиги чемпионов. В полуфинале «Аякс» обыграл на выезде «Тоттенхэм Хотспур» (1:0), а затем вёл 2:0 дома после первого тайма. Однако во втором тайме полузащитник гостей Лукас Моура сделал хет-трик, забив последний мяч на 6-й добавленной минуте. В результате в финал Лиги чемпионов вышел английский клуб благодаря правилу выездного гола, вскоре отменённого.
В апреле 2019 года благодаря победе над «Витессом» амстердамский клуб установил рекорд чемпионата по забитым голам, отправив в итоге в сетку соперников 119 голов в 34 матчах (3,5 в среднем за матч). В 17 домашних матча сезона 2018/19 «Аякс» одержал 15 побед (в том числе 11 крупных) и 2 раза сыграл вничью. В гостях «Аякс» одержал 9 крупных побед. 4 футболиста Аякса забили в чемпионате более 10 мячей: Душан Тадич (28), Клас-Ян Хюнтелар (16), Хаким Зиеш (16), Каспер Дольберг (11).
Сезон 2019/20 «Аякс» начал с изменений в составе. За 75 млн Френки Де Йонг ушёл в «Барселону» и за такую же сумму Маттейс Де Лигт в «Ювентус». В летнее трансферное окно «Аякс» установил собственный рекорд по доходам от трансферов.
В первом матче сезона аяксиды победили ПСВ 3:1 в Суперкубке Нидерландов, а чуть позже прошли ПАОК и АПОЭЛ в квалификационном раунде Лиги чемпионов. В группе «Аяксу» достались «Лилль», «Валенсия» и «Челси». «Аякс» начал групповой этап с победы 3:0 над «Лиллем» и победой над «Валенсией» с таким же счётом. Однако в третьем туре аяксидов ждало разочарование, они минимально проиграли «Челси» в Амстердаме. На 37-й минуте судья спорно отменил гол «Аякса», а на 86-й минуте победным голом отметился Миши Батшуайи. В четвёртом туре «Челси» и «Аякс» играли в Лондоне. Этот матч был очень эпичным и в итоге закончился с крупным счётом 4:4. «Аякс» вёл 4:1 после 55-й минуты, однако, после двух удалений, игрокам «Челси» удалось забить три гола и вырвать ничью. В предпоследнем туре «Аякс» победил «Лилль» 2:0. После этого матча «Аякс» шёл с 10 очками на первом месте и им хватало ничьи в домашнем матче против «Валенсии», но аяксиды не смогли добыть необходимый результат, проиграв 0:1, и в итоге отправились в Лигу Европы.
По итогам группового раунда Лиги чемпионов сезона 2021/22 «Аякс» набрал 18 очков, выиграв все 6 матчей своей группы (против «Боруссии» Дортмунд, «Спортинга» и «Бешикташа»), что в предыдущих розыгрышах турнира удавалось лишь шести командам. При этом во всех матчах Аякс забил не менее двух мячей, а «Спортинг» и «Боруссия» были разгромилены 5:1 и 4:0 соответственно. В матче против «Спортинга» покером отметился Себастьен Алле, пришедший в «Аякс» из «Вест Хэма». Всего в 8 матчах Лиги чемпионов Алле забил 11 мячей. В 1/8 финала «Аякс» считался фаворитом в матчах против «Бенфики». В гостях «Аякс» сыграл 2:2, а дома владел преимуществом, но «Бенфика» забила единственным за матч ударом в створ и победила 1:0.

## Символика

### Клубные цвета
«Аякс» первоначально играл в форме чёрного цвета, с красным поясом, повязанным вокруг талии игроков, но скоро униформа была заменена на красно-белую майку и чёрные шорты. Красный, чёрный и белый — это цвета флага Амстердама. Но когда при главном тренере Джоне Кируэне клуб в 1911 стал выступать в основном чемпионате страны, «Аякс» был вынужден изменить свои цвета, потому что у «Спарты» из Роттердама уже был такой же комплект формы, цвет которой соответствовал форме «Аякса».

### Форма
Согласно футбольным инструкциям ассоциации, команды, попавшие в высший дивизион обязаны поменять цвета формы в случае, если цвета формы идентичны с цветами клуба уже выступающего в высшей лиге. «Аякс» выбрал белые шорты и белую майку, с вертикальной красной полосой на груди и на спине, который всё ещё является основной формой клуба.

#### Домашняя
| 2000/01 | 2001/02 | 2002—2004 | 2004/05 | 2005/06 | 2006/07 | 2007/08 | 2008/09 | 2009/10 | 2010/11 | 2011/12 |
| 2012/13 | 2013/14 | 2014/15   | 2015/16 | 2016/17 | 2017/18 | 2018/19 | 2019/20 | 2020/21 | 2021/22 | 2022/23 |
| 2023/24 | 2024/25 |           |         |         |         |         |         |         |         |         |

#### Гостевая
| 2000/01 | 2001/02 | 2002/03 | 2003/04 | 2004/05 | 2005/06 | 2006/07 | 2007/08 | 2008/09 | 2009/10 | 2010/11 |
| 2011/12 | 2012/13 | 2013/14 | 2014/15 | 2015/16 | 2016/17 | 2017/18 | 2018/19 | 2019/20 | 2020/21 | 2021/22 |
| 2022/23 | 2023/24 | 2024/25 |         |         |         |         |         |         |         |         |

#### Резервная
| 2001/02 | 2002/03 | 2003/04 | 2004/05 | 2005/06 | 2006/07 | 2007/08 | 2008/09 | 2009/10 | 2010/11 | 2011/12 |
| 2012/13 | 2013/14 | 2014/15 | 2015/16 | 2016/17 | 2017/18 | 2018/19 | 2019/20 | 2020/21 | 2021/22 | 2022/23 |
| 2023/24 | 2024/25 |         |         |         |         |         |         |         |         |         |

Источники:,

### Эмблема

Эмблема «Аякса» с 1928 по 1991 годы

В 1900 году, когда клуб был основан, эмблемой команды стал рисунок игрока «Аякса», в красно-белой рубашке и чёрных трусах. 20 сентября 1928 года эмблемой клуба стала голова греческого героя Аякса, который в древнегреческой мифологии участвовал в осаде Трои.
Спустя 62 года эмблема клуба вновь претерпела изменения. 1 июля 1990 года привычный силуэт лица героя «Аякса» превратился в одиннадцать чёрных линий, которые всё равно отображали силуэт героя Аякса. Эти 11 линий стали отображать в символической форме одиннадцать игроков футбольной команды.

## Стадион
Основные статьи: Хет Хаутен, Де Мер, Олимпийский, Йохан Кройф Арена

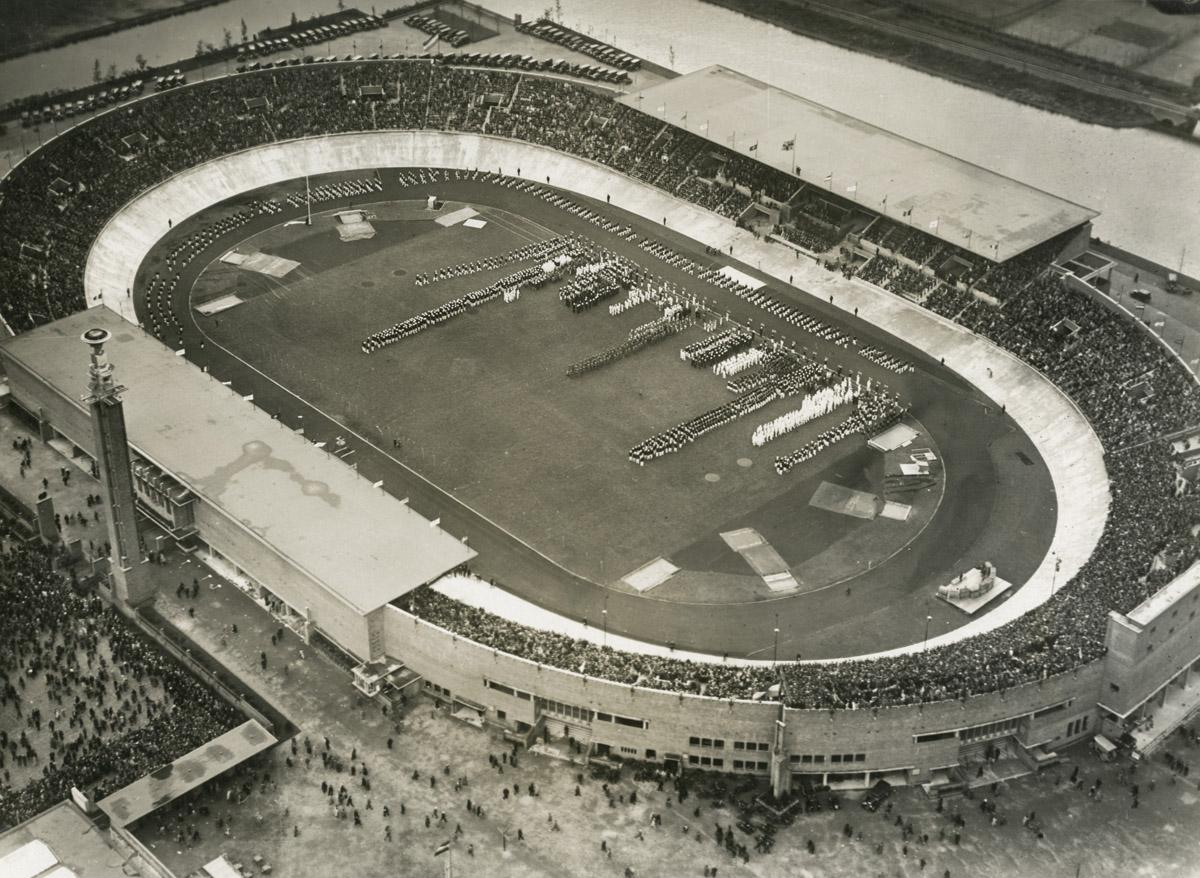
Олимпийский стадион

Первый настоящий стадион «Аякса», имевший трибуны, был построен из дерева в 1911 году и назывался «Хет Хаутен». Позже клуб выступал на стадионе, построенном к летним Олимпийским играм 1928 года, которые должны были пройти в Амстердаме. Этот стадион, который спроектировал архитектор Ян Вилс, получил название «Олимпийский стадион».
В 1934 году Аякс перебрался на стадион «Де Мер» в восточном Амстердаме, на котором выступал вплоть до 1996 года. Крупные европейские встречи клуб всё же проводил на Олимпийском стадионе, вместимость которого была больше.
В 1996 году «Аякс» переехал на собственный новый стадион в юго-восточной части города, названный «Амстердам АренА», строительство которого обошлось в $ 134 млн. Стадион вмещает 53 тыс. человек, средняя посещаемость домашних матчей «Аякса» в сезоне 2004/05 составила 48 тыс. человек. Арена имеет раздвижную крышу и является одним из самых современных стадионов в Европе. Впрочем, из-за крыши (даже в раздвинутом состоянии) внутри стадиона наблюдается нехватка солнечного света и вентиляции, из-за чего существенно ухудшается качество поля. Старый стадион «Де Мер» был позже снесён, а на его месте появился жилой квартал.
В связи со смертью Йохана Кройфа было предложено переименовать стадион Аякса — Амстердам Арена в Йохан Кройф Арена. Эта идея активно обсуждалась общественностью и в СМИ и нашла положительную поддержку. Стадион получил новое название в 2018 году.

## Болельщики и сторонники
Первое домашнее поле «Аякса» располагалось в районе под названием Бёйкслотерхам на севере Амстердама, где в начале XX века селились евреи. Отсюда и берёт корни известное прозвище команды.
Поклонники «Аякса» развили традицию использовать еврейские и израильские символы, желая выразить свою преданность клубу. В «Аяксе» в разное время играли футболисты с еврейскими корнями, в частности, такие игроки, как Джонни Руг, Шак Сварт, Бенни Мюллер, а также президент клуба Яп ван Праг. Один из игроков «Аякса» 20-х годов Эдди Хэмел, который имел еврейское происхождение, погиб в Освенциме в апреле 1943 года.
Фанаты «Аякса» регулярно используют флаги с изображением Звезды Давида и кричат во время матчей: «Евреи! Евреи!». Поклонники клуба называют себя «Евреями». Перед Второй мировой войной в Амстердаме и в целом в Нидерландах проживало много евреев, большинство из них было убито нацистами. Однако в настоящее время в клубе нет игроков с еврейскими корнями, последним таким игроком был Даниэль де Риддер.
Противники клуба выкрикивают антисемитские и расистские лозунги в отношении «Аякса». «Хамас, Хамас, евреи — в газ» — одно из немногих скандирований, звучащих на стадионе. С другой стороны, поклонники «Аякса», напоминая о нацистской бомбардировке Роттердама, во время празднования победы в Кубке Нидерландов над «Фейеноордом» спели песню со словами: «Когда наступит весна, мы бросим бомбы на Роттердам».
Болельщики «Аякса» гордятся тем, что используют израильские символы, показывая таким образом свою поддержку по отношению к евреям. Знак Давида характеризуется ими как «знак противостояния».
Нидерландские власти уже прилагали усилия по устранению еврейской символики со стадионов, поддерживающих «Аякс», пытаясь уменьшить таким образом антисемитские инциденты. Глава европейского правления еврейских представителей поддержал болельщиков «Аякса», заявив, что антисемитизм в Европе можно уменьшить, если всё больше неевреев будут адекватно относиться к еврейской культуре. Мэр Амстердама Йоб Кохен, имеющий еврейское происхождение, также выражал болельщикам «Аякса» свою поддержку.
Подобные отношения
Подобное еврейское наследие существует в английской Премьер-лиге у клуба «Тоттенхэм Хотспур».
В Австралии, в штате Виктория, существует клуб «Любителей Аякса», который является еврейским клубом, в котором администраторы и большинство игроков клуба евреи, а эмблемой служит «Звезда Давида». Цвета формы в нём такие же, как и у амстердамского «Аякса». Другой клуб, который проявляет пристальное внимание к своим еврейским корням — это польский клуб «Краковия» из Кракова. Поклонники клуба помнят о том, что в годы Второй мировой войны нацисты убили сотни тысяч польских евреев.

### Соперничество с другими клубами
В последние годы за чемпионский титул «Аякс» соперничал с ПСВ, однако его главным принципиальным соперником был «Фейеноорд». Именно противостояние этих двух клубов, и двух крупнейших городов: Амстердам и Роттердам, которые весьма отличаются друг от друга. Амстердам — это исторический и туристический город, финансовая столица страны. Кроме того город изобилует творческим потенциалом. Роттердам — это портовый, сугубо деловой и индустриальный город.
Противостояние этих клубов в 1997 году, привело к столкновению болельщиков в городе Бевервейк, в котором был убит фанат «Аякса» Карло Пикорни. «Аякс» исторически и наиболее успешный и популярный клуб в Нидерландах. В то же самое время «Аякс» — также наиболее ненавистный клуб для болельщиков других клубов, успех и с тем его отношением, которое часто импонируют к «Аяксу», проявило отрицательное отношение среди клубов чемпионата Нидерландов. Среди прямых конкурентов «Аякса» также фигурируют «Утрехт», «АДО Ден Хааг», «Гронинген» и «Твенте».

## Финансы

### АО АФК Аякс
«Аякс» является первым футбольным клубом в Нидерландах, который выложил свои акции в биржевой список. Выход акций на фондовую биржу состоялся 11 мая 1998 года. Цена одной акции составляла 25 гюльденов, таким образом, общая сумма акций клуба составила 120 млн гюльденов. Однако, после небольшого восстановления, цена на акцию упала до 3,5 евро. Основные критические замечания сводились к тому, что правовая основа в виде акционерного общества не подходила для футбольного клуба. Болельщики были обеспокоены тем, что спортивные интересы клуба будут соперничать с экономическими. В 2008 году комитет клуба возглавляемый Юри Коронелом сделал вывод, что листинг не имеет никакой ценности для клуба, и, таким образом, клуб должен пройти процедуру делистинга акций. Тем не менее, своё желание выкупить акции клуб так и не осуществил. По состоянию на 1 июля 2014 года одна акция клуба стоила 9.45 евро.

### Спонсоры и партнёры
Первым крупным спонсором, чьё название впервые появилось на футболках «Аякса», стала японская компания TDK, занимающаяся производством электронных компонентов и носителей информации. Трёхлетний контракт с компанией был заключён 1 июля 1982 года; «Аякс» стал первым клубом в Нидерландах, расположившем на своей форме название спонсора. В 1991 году у «Аякса» сменился титульный спонсор, им стал крупнейший банк Нидерландов ABN AMRO. На протяжении 17 лет название банка располагалось на форме клуба, и лишь 1 апреля 2007 года футболисты «Аякса» единственный раз появились в форме с надписью Florius, названием банковской программы ABN AMRO. 1 июля 2008 года клуб из Амстердама заключил шестилетнее спонсорское соглашение со страховой компанией AEGON, чей главный офис находится в Гааге. Название компании на форме клуба располагалось до конца сезона 2013—2014 гг. В сентябре 2014 года «Аякс» заключил спонсорское соглашение с компанией Ziggo, крупнейшим кабельным оператором в стране. Подписанное соглашение рассчитано на 4,5 года и начало действовать с 1 января 2015 года.
- Главные спонсоры[85]:
  -  Ziggo[нидерл.] — один из крупнейших кабельных операторов в стране;
  -  Adidas — немецкий концерн, производитель спортивной одежды и обуви.
- Партнёры[85]:
  -  ABN AMRO — один из крупнейших банков в стране;
  -  BLOX — криптобиржа;
  -  Anheuser-Busch InBev — пивоваренная корпорация;
  - Coca-Cola Europacific Partners — британо-американская компания;
  -  Curaçao Tourist Board — Совет по туризму Кюрасао;
  - Sandals Resorts — турагентство;
  -  Unibet — онлайн-казино.
  -  VriendenLoterij[нидерл.] — лотерея.
- Спонсоры[85]:
  - Acronis — компания-разработчик системных решений;
  -  CSU — клининговая компания;
  -  Hublot — швейцарская компания, производитель часов;
  -  VHC Jongens — поставщик услуг общественного питания;
  -  PCI Nederland — поставщик программного обеспечения;
  -  Replay — итальянский бренд одежды;
  -  TUI Nederland — туроператор;
  -  Flink — онлайн-супермаркет;
  -  The Padellers — спортивные площадки для падел-тенниса[86];
  -  BMW — немецкий автоконцерн[87];
- Поставщики[85]:
  -  Enterprise — аренда автомобилей;
  -  Groenhof Optiek — поставщик оптики и очков;
  -  Hewlett Packard Enterprise — американская ИТ-компания;
  -  MASCOT Workwear — производитель рабочей одежды и спецобуви;
  -  Nouryon — производитель химикатов;
  -  De Oostenrijk Group — аренда автобусов;
  -  M line — производство постельных принадлежностей;
  -  STAAN — финансовые услуги;
  -  Businessdrukker — полиграфия.
- Медиа-партнёры[85]:
  -  Radio Veronica — информационно-музыкальная радиостанция.

## Основной состав

### Команда
| №  |                  | Поз. | Имя                    | Год рождения |
| -- | ---------------- | ---- | ---------------------- | ------------ |
| 1  | Флаг Чехии       | Вр   | Витезслав Ярош         | 2001         |
| 2  | Флаг Бразилии    | Защ  | Лукас Роса             | 2000         |
| 3  | Флаг Дании       | Защ  | Антон Гоэи             | 2002         |
| 4  | Флаг Японии      | Защ  | Ко Итакура             | 1997         |
| 5  | Флаг Нидерландов | Защ  | Оуэн Вейндал           | 1999         |
| 6  | Флаг Нидерландов | ПЗ   | Юри Регер              | 2003         |
| 7  | Флаг Испании     | Нап  | Рауль Моро             | 2002         |
| 8  | Флаг Нидерландов | ПЗ   | Кеннет Тейлор          | 2002         |
| 9  | Флаг Нидерландов | Нап  | Брайан Бробби          | 2002         |
| 10 | Флаг Израиля     | ПЗ   | Оскар Глух             | 2004         |
| 11 | Флаг Бельгии     | Нап  | Мика Годтс             | 2005         |
| 12 | Флаг Нидерландов | Вр   | Юри Херкенс            | 2006         |
| 13 | Флаг Турции      | Защ  | Ахметджан Каплан       | 2003         |
| 15 | Флаг Нидерландов | Защ  | Юри Бас                | 2003         |
| 17 | Флаг Норвегии    | Нап  | Оливер Эдвардсен       | 1999         |
| 18 | Флаг Нидерландов | ПЗ   | Дэви Классен (капитан) | 1993         |

| №  |                   | Поз. | Имя                  | Год рождения |
| -- | ----------------- | ---- | -------------------- | ------------ |
| 19 | Флаг Нидерландов  | Нап  | Дон-Анджело Конаду   | 2006         |
| 20 | Флаг Буркина-Фасо | ПЗ   | Бертран Траоре       | 1995         |
| 21 | Флаг Нидерландов  | ПЗ   | Бранко ван ден Бомен | 1995         |
| 22 | Флаг Нидерландов  | Вр   | Ремко Пасвер         | 1983         |
| 23 | Флаг Нидерландов  | ПЗ   | Стевен Бергёйс       | 1991         |
| 24 | Флаг Бельгии      | Защ  | Жорти Мокио          | 2008         |
| 25 | Флаг Нидерландов  | Нап  | Ваут Вегхорст        | 1992         |
| 28 | Флаг Нидерландов  | ПЗ   | Киан Фитц-Джим       | 2003         |
| 30 | Флаг Нидерландов  | Защ  | Арон Бауман          | 2007         |
| 37 | Флаг Хорватии     | Защ  | Йосип Шутало         | 2000         |
| 46 | Флаг Нидерландов  | Защ  | Лукас Йеттен         | 2007         |
| 48 | Флаг Нидерландов  | ПЗ   | Шон Стёр             | 2008         |
| 49 | Флаг Бельгии      | ПЗ   | Райан Бунида         | 2006         |
| 52 | Флаг Нидерландов  | Вр   | Пол Реверсон         | 2005         |
|    | Флаг Норвегии     | ПЗ   | Сиверт Маннсверк     | 2002         |

- № 14 закреплён за Йоханом Кройфом.

### Тренерский штаб
| Должность        | Имя             |
| ---------------- | --------------- |
| Главный тренер   | Джон Хейтинга   |
| Тренер-ассистент | Марсел Кейзер   |
| Тренер-ассистент | Франк Паребом   |
| Тренер-ассистент | Урби Эмануэлсон |
| Фитнес-тренер    | Сам Феринга     |
| Тренер вратарей  | Хармен Кюперюс  |
| Тренер вратарей  | Эрик Хейблок    |

## Трансферы сезона 2025/26

### Пришли
| Поз. | Игрок             | Прежний клуб             | Стоимость/статус трансфера |
| ---- | ----------------- | ------------------------ | -------------------------- |
| Вр   | Витезслав Ярош    | Ливерпуль                | Арендован до 30 июня 2026  |
| Вр   | Юри Херкенс       | Спарта (Прага)           | 2 млн евро                 |
| Защ  | Тристан Гоэйер    | ПЕК Зволле               | Окончание аренды           |
| Защ  | Борна Соса        | Торино                   | Окончание аренды           |
| Защ  | Яков Медич        | Бохум                    | Окончание аренды           |
| Защ  | Ко Итакура        | Боруссия (Мёнхенгладбах) | 10,5 млн евро              |
| ПЗ   | Кристиан Хлинссон | Спарта                   | Окончание аренды           |
| ПЗ   | Сиверт Маннсверк  | Кардифф Сити             | Окончание аренды           |
| ПЗ   | Оскар Глух        | Ред Булл Зальцбург       | 14,75 млн евро             |
| Нап  | Карлуш Форбс      | Вулверхэмптон Уондерерс  | Окончание аренды           |
| Нап  | Чуба Акпом        | Лилль                    | Окончание аренды           |
| Нап  | Рауль Моро        | Реал Вальядолид          | 11 млн евро                |

### Ушли
| Поз. | Игрок                      | Новый/прежний клуб    | Стоимость/статус трансфера |
| ---- | -------------------------- | --------------------- | -------------------------- |
| Вр   | Матеус                     | Брага                 | Окончание аренды           |
| Вр   | Джей Гортер                | Пафос                 | Свободный агент            |
| Защ  | Даниеле Ругани             | Ювентус               | Окончание аренды           |
| Защ  | Яков Медич                 | Норвич Сити           | 2 млн евро                 |
| Защ  | Борна Соса                 | Кристал Пэлас         | 2,3 млн евро               |
| Защ  | Йоррел Хато                | Челси                 | 44,18 млн евро             |
| Защ  | Дис Янсе                   | Гронинген             | Арендован до 30 июня 2026  |
| ПЗ   | Кристиан Хлинссон          | Твенте                | 1,8 млн евро               |
| ПЗ   | Джордан Хендерсон          | Брентфорд             | Свободный агент            |
| ПЗ   | Кристиан Расмуссен         | Фортуна (Дюссельдорф) | 1,5 млн евро               |
| Нап  | Юлиан Рейкхофф             | Алмере Сити           | Арендован до 30 июня 2026  |
| Нап  | Амауррихо ван Аксел Донген | Херенвен              | Арендован до 30 июня 2026  |
| Нап  | Карлуш Форбс               | Брюгге                | 6 млн евро                 |
| Нап  | Чуба Акпом                 | Ипсвич Таун           | Арендован до 30 июня 2026  |

## Резервисты и Академия
«Аякс» известен своей академией и молодёжной программой подготовки футболистов. Один из наиболее успешных воспитанников клуба — Йохан Кройф, прошедший от игрока юношеской команды до футболиста мирового масштаба. У «Аякс» есть широкая система поиска талантов, в ЮАР с «Аяксом» сотрудничает одноимённый клуб из Кейптауна, в Греции в 2011 году была открыта целая система школ и академий «Аякса». В США также был клуб, сотрудничавший с амстердамцами, «Аякс Орландо Проспектс», но он обанкротился. Некоторые игроки из кейптаунского «Аякса» пополнили состав «Аякса»: Стивен Пинаар, Арон Мокоена, Эйонг Эно и Тюлани Сереро. В настоящее время, клуб сотрудничает с командой «Алмере Сити» и Китайской футбольной ассоциацией, ранее партнёрские отношения были с «Харлемом» и «Волендамом».
В 1995 году команда, собранная из своих воспитанников, выиграла Лигу чемпионов, сборная Нидерландов того времени также была собрана из игроков «Аякса»: вратаря Эдвина ван дер Сара, защитников Микаэля Райцигера, Франка де Бура и Данни Блинда, полузащитников Рональда де Бура, Эдгара Давидса и Кларенса Зеедорфа, нападающих Патрика Клюйверта и Марка Овермарса. Под руководством тренера Луи ван Гала раскрыли свой талант такие легионеры, как Яри Литманен, Нванкво Кану и Финиди Джордж.
В сезоне 2013/14 под руководством Алфонса Грунендейка резервный состав «Йонг Аякс» впервые участвовал в Эрстедивизи (вторая по силе лига страны) и занял 14-е место, а уже в 2017/18 стал чемпионом.

## Руководство клуба
| Должность             | Имя              |
| --------------------- | ---------------- |
| Коммерческий директор | Менно Гелен      |
| Финансовый директор   | Сьюзан Лендеринк |
| Технический директор  | Алекс Крус       |
| Спортивный директор   | Марейн Бёкер     |

| Должность | Имя |
| --------- | --- |
| Президент | Каролин Герелс (директор консалтинговой и инжиниринговой компании Arcadis)                               |
| Комиссар  | Данни Блинд                                                                                              |
| Комиссар  | Жоржетте Схлик (ген. дир. Fremantle Nederland en België)                                                 |
| Комиссар  | Хермине Вут (адвокат, специализирующийся на трудовом праве, работает в юридической фирме Loyens & Loeff) |
| Комиссар  | Дирк Анбек (президент наблюдательного совета компаний Landal / Roompot и Sligro Food Group               |
| Комиссар  | Сирик Гуман (бухгалтер, директор и владельцем DKL Accountants и Adviseurs BV.)                           |

| Должность              | Имя              |
| ---------------------- | ---------------- |
| Президент              | Эрнст Букхорст   |
| Член совета директоров | Джон Бюсинк      |
| Член совета директоров | Марьон Эйлерс    |
| Член совета директоров | Джованни Фрэнкел |
| Член совета директоров | Пим ван Дорд     |
| Член совета директоров | Рене Зегериус    |
| Консультант            | Эдо Опхоф        |
| Консультант            | Кристиан Виссер  |

## Главные тренеры
| Главный тренер         | С     | Период    |
| ---------------------- | ----- | --------- |
| Джон Кируэн            |       | 1910—1915 |
| Джек Рейнолдс          |       | 1915—1925 |
| Харольд Роуз           |       | 1925—1926 |
| Сид Касл               |       | 1927—1928 |
| Джек Рейнолдс          |       | 1928—1940 |
| Ян Дистелбринк         | и. о. | 1940      |
| Вильмош Хальперн       |       | 1940—1941 |
| Вим Волкерс Ари де Вит |       | 1941—1942 |
| Долф ван Кол           |       | 1942—1945 |
| Джек Рейнолдс          |       | 1945—1947 |
| Роберт Смит            |       | 1947—1948 |
| Уолтер Крук            |       | 1948—1950 |
| Джек Рейнолдс          | и. о. | 1950      |
| Роберт Томсон          |       | 1950—1953 |
| Карел Кауфман          | и. о. | 1953      |
| Вилли Штейскаль        | и. о. | 1953      |
| Уолтер Крук            |       | 1953—1954 |
| Карл Хуменбергер       |       | 1954—1959 |
| Вик Бакингем           |       | 1959—1961 |
| Кит Сперджен           |       | 1961—1962 |
| Йозеф Грубер           |       | 1962—1963 |
| Джек Роули             |       | 1963—1964 |
| Вик Бакингем           |       | 1964—1965 |

| Главный тренер                              | С     | Период    |
| ------------------------------------------- | ----- | --------- |
| Ринус Михелс                                |       | 1965—1971 |
| Штефан Ковач                                |       | 1971—1973 |
| Георг Кнобел                                |       | 1973—1974 |
| Бобби Хармс                                 | и. о. | 1974      |
| Ханс Край                                   |       | 1974—1975 |
| Ян ван Дал                                  | и. о. | 1975      |
| Ринус Михелс                                |       | 1975—1976 |
| Томислав Ивич                               |       | 1976—1978 |
| Кор Бром                                    |       | 1978—1979 |
| Лео Бенхаккер                               |       | 1979—1981 |
| Ад де Мос                                   | и. о. | 1981      |
| Курт Линдер                                 |       | 1981—1982 |
| Ад де Мос                                   |       | 1982—1985 |
| Тонни Брёйнс Слот Шпиц Кон Кор ван дер Харт | и. о. | 1985      |
| Йохан Кройф                                 |       | 1985—1988 |
| Шпиц Кон Барри Хюльсхофф Бобби Хармс        | и. о. | 1988      |
| Курт Линдер                                 |       | 1988      |
| Шпиц Кон                                    |       | 1988—1989 |
| Лео Бенхаккер                               |       | 1989—1991 |
| Луи ван Гал                                 |       | 1991—1997 |

| Главный тренер             | С     | Период    |
| -------------------------- | ----- | --------- |
| Мортен Ольсен              |       | 1997—1998 |
| Ян Ваутерс                 |       | 1998—2000 |
| Ханс Вестерхоф             | и. о. | 2000      |
| Ко Адриансе                |       | 2000—2001 |
| Рональд Куман              |       | 2001—2005 |
| Тонни Брёйнс Слот Рюд Крол | и. о. | 2005      |
| Данни Блинд                |       | 2005—2006 |
| Хенк тен Кате              |       | 2006—2007 |
| Адри Костер                | и. о. | 2007—2008 |
| Марко ван Бастен           |       | 2008—2009 |
| Джон ван 'т Схип           | и. о. | 2009      |
| Мартин Йол                 |       | 2009—2010 |
| Франк де Бур               |       | 2010—2016 |
| Петер Бос                  |       | 2016—2017 |
| Марсел Кейзер              |       | 2017      |
| Михаэл Рейзигер            | и. о. | 2017      |
| Эрик тен Хаг               |       | 2017—2022 |
| Алфред Схрёдер             |       | 2022—2023 |
| Джон Хейтинга              |       | 2023      |
| Морис Стейн                |       | 2023      |
| Хедвигес Мадуро            | и. о. | 2023      |
| Джон ван 'т Схип           |       | 2023—2024 |

## Президенты
| Президент       | Период       |
| --------------- | ------------ |
| Флорис Стемпел  | 1900—1908    |
| Крис Холст      | 1908—1910    |
| Хан Даде        | 1910—1912    |
| Крис Холст      | 1912—1913    |
| Виллем Эгеман   | 1913—1925    |
| Франс Схуварт   | 1925—1932    |
| Мариус Колхас   | 1932—1956    |
| Вим Волкерс     | 1956—1958    |
| Ян Мелгерс      | 1958—1964    |
| Яп ван Праг     | 1964—1978    |
| Тон Хармсен     | 1978—1988    |
| Михаэл ван Праг | 1989—2003    |
| Джон Якке       | 2003—2008    |
| Юри Коронел     | 2008—2011    |
| Хенни Хенрихс   | 2011—2020    |
| Франк Эйкен     | 2020 — н. в. |

## Почётные члены
В настоящее время в «Аяксе» насчитывается 47 почётных членов, 41 из которых уже умершие, многие из них работали в структуре клуба или играли за команду в разное время. Текущая группа почётных членов состоит из шести ныне живущих персон. Один из тех, кто числился почётным членом, Пит Кейзер, в мае 2011 года отказался от почётного звания.
| - Хенни Хенрихс - Ари ван Ос - Лео ван Вейк | - Михаэл ван Праг - Роб Бен ст. - Шак Сварт |

Список 41 умерших почётных членов:
| - Флорис Стемпел - Хан Даде - Крис Холст - Лу ван дер Влит - Карел ван дер Ле - Хенк Алофс - Франс Схуварт - Ян Гротмейер - Ян Аудхёсден | - Виллем Эгеман - Ян Схуварт - Мариус Колхас - Йорданус Роденбюрг - Тео Брокманн ст. - Ф. Х. В. де Брёйн - Ян де Бур - Франс Каутон - Адолф Луи Десмит | - Вим Андерисен - Вим Волкерс - Ян Элзенга - Руф Вюндеринк - Кик Гёдекер - Герард де Йонг - Джек Рейнолдс - Ферри Дюккер ст. - Ари де Вит ст. | - Вим Брёйнестейн - Ян Вестрик - Яп ван Праг - Хенк Хордейк - Тейн Миддендорп - Тинюс Миддендорп - Ринус Михелс - Хенк Тимман - Ян Потхарст | - Бобби Хармс - Андре Кран - Виллем Схуварт - Йохан Кройф - Юри Коронел |

## Достижения

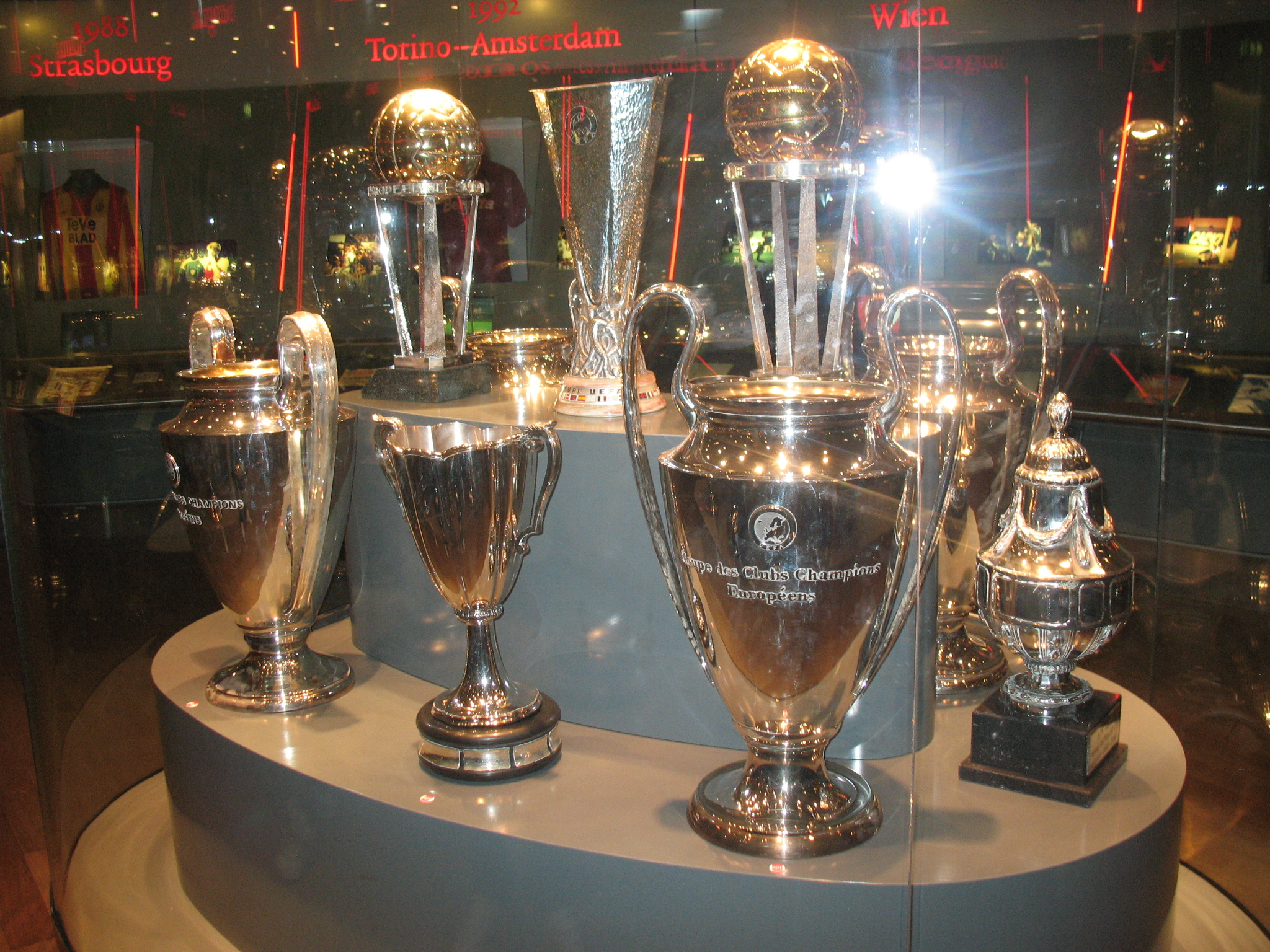
Международные трофеи в музее «Аякса»
Верхний ряд: Межконтинентальный кубок — Кубок УЕФА — Межконтинентальный кубок
Нижний ряд: Кубок европейских чемпионов — Кубок обладателей кубков УЕФА — Кубок европейских чемпионов

### Национальные
- Первый класс (до 1955) / Высший дивизион (после 1956):
  - Чемпион (36, рекорд): 1917/18, 1918/19, 1930/31, 1931/32, 1933/34, 1936/37, 1938/39, 1946/47, 1956/57, 1959/60, 1965/66, 1966/67, 1967/68, 1969/70, 1971/72, 1972/73, 1976/77, 1978/79, 1979/80, 1981/82, 1982/83, 1984/85, 1989/90, 1993/94, 1994/95, 1995/96, 1997/98, 2001/02, 2003/04, 2010/11, 2011/12, 2012/13, 2013/14, 2018/19, 2020/21, 2021/22
- Кубок Нидерландов:
  - Обладатель (20, рекорд): 1916/17, 1942/43, 1960/61, 1966/67, 1969/70, 1970/71, 1971/72, 1978/79, 1982/83, 1985/86, 1986/87, 1992/93, 1997/98, 1998/99, 2001/02, 2005/06, 2006/07, 2009/10, 2018/19, 2020/21
- Суперкубок Нидерландов:
  - Обладатель (9): 1993, 1994, 1995, 2002, 2005, 2006, 2007, 2013, 2019

### Международные
- Кубок чемпионов / Лига чемпионов УЕФА:
  - Обладатель (4): 1971, 1972, 1973, 1995
  - Финалист (2): 1969, 1996
- Кубок УЕФА / Лига Европы УЕФА:
  - Обладатель: 1992
  - Финалист: 2017
- Суперкубок УЕФА:
  - Обладатель (3): 1972, 1973, 1995
- Кубок обладателей кубков УЕФА:
  - Обладатель: 1987
  - Финалист: 1988
- Кубок Интертото:
  - Обладатель: 1962
- Межконтинентальный кубок по футболу:
  - Обладатель (2): 1972, 1995

## Игроки-рекордсмены
| Лучшие бомбардиры клуба в чемпионате Нидерландов |      |
| Игрок                                            | Голы |
| Пит ван Ренен                                    | 273  |
| Йохан Кройф                                      | 205  |
| Шак Сварт                                        | 176  |
| Хенк Грот                                        | 162  |
| Пит Кейзер                                       | 146  |
| Марко ван Бастен                                 | 129  |
| Вим Волкерс                                      | 128  |
| Руд Гелс                                         | 123  |
| Ринус Михелс                                     | 122  |
| Клас-Ян Хюнтелар                                 | 121  |
| Деннис Бергкамп                                  | 103  |
| Геррит Фишер                                     | 97   |

| Рекордсмены клуба по матчам в чемпионате Нидерландов |       |
| Игрок                                                | Матчи |
| Шак Сварт                                            | 463   |
| Вим Сюрбир                                           | 393   |
| Данни Блинд                                          | 372   |
| Пит Кейзер                                           | 364   |
| Бенни Мюллер                                         | 341   |
| Руд Крол                                             | 339   |
| Франк де Бур                                         | 328   |
| Герард ван Дейк                                      | 325   |
| Гер ван Маурик                                       | 316   |
| Вим Андерисен                                        | 309   |
| Геррит Кейзер                                        | 302   |

## Личные достижения футболистов «Аякса»

### Обладатели «Золотого мяча»

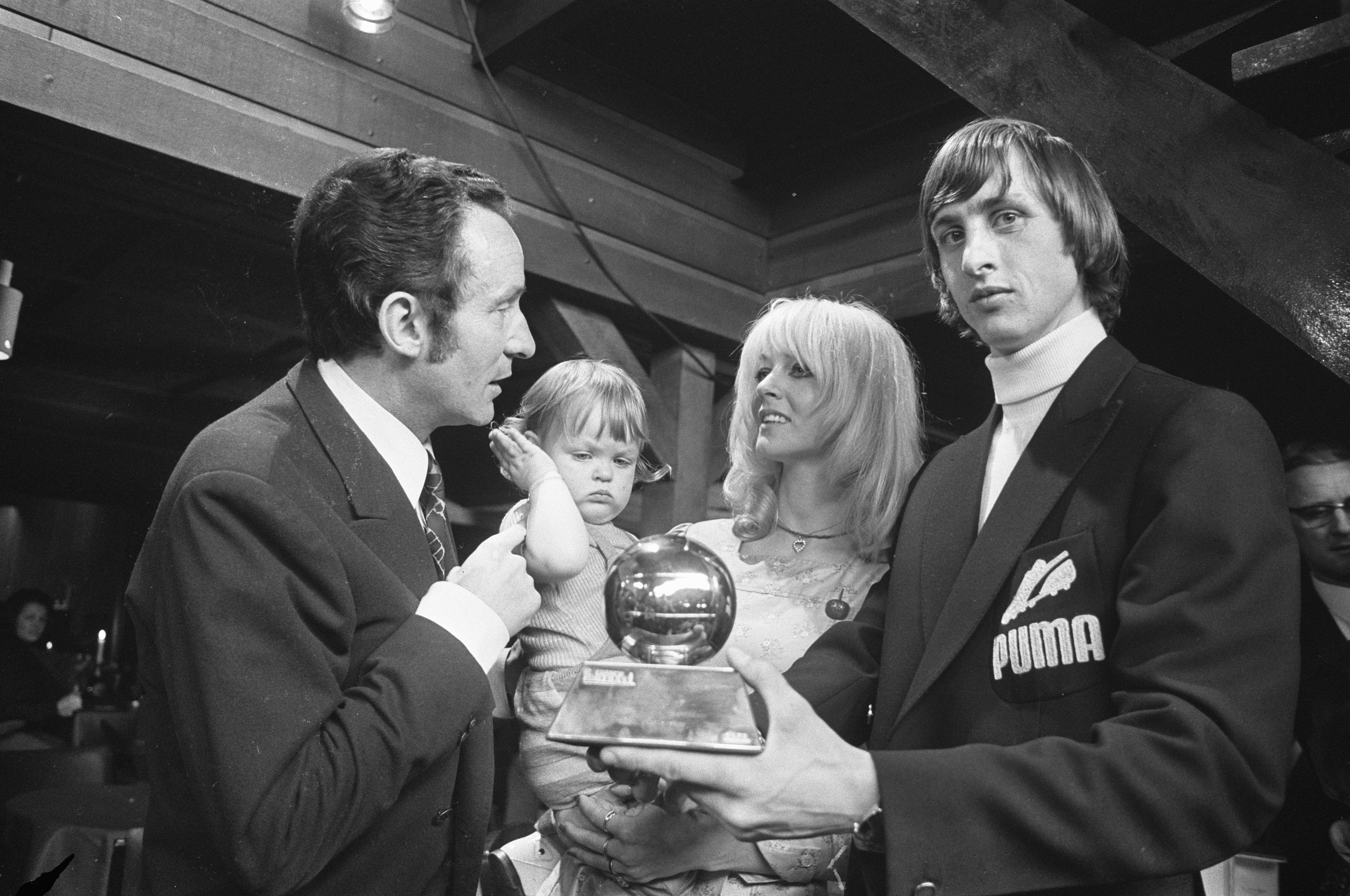
Йохан Кройф c «Золотым мячом» (1971)

Следующие футболисты получили «Золотой мяч», выступая за «Аякс»:
- Йохан Кройф — 1971

### Обладатели «Золотой бутсы»
Следующие футболисты получили «Золотую бутсу», выступая за «Аякс»:
- Вим Кифт — 1982 (32 гола)
- Марко ван Бастен — 1986 (37 голов)

### Чемпионы Европы
Следующие футболисты становились чемпионами Европы, являясь игроками «Аякса»:
- Арон Винтер — 1988
- Арнольд Мюрен — 1988
- Джон Босман — 1988
- Джон ван ’т Схип — 1988
- Ян Ваутерс — 1988

### Закреплённые номера
Следующие футболисты «Аякса» удостоились закрепления за собой номера:
- Йохан Кройф — 14